# ダイアナ (プリンセス・オブ・ウェールズ)
ウェールズ公妃ダイアナ（Diana, Princess of Wales、全名: ダイアナ・フランセス（Diana Frances）、旧姓: スペンサー（Spencer）、1961年7月1日 - 1997年8月31日）はイギリス王室のチャールズ皇太子（現：国王チャールズ3世）の前妻（1996年に離婚）。離婚により英王室を離れた立場にあるため、日本語では「ダイアナ元妃」と表現される場合が多い。
1961年7月、イギリスの名門貴族スペンサー伯爵家の4人目の令嬢として誕生。1977年、ダイアナの姉セーラ・スペンサーの紹介が基となってチャールズ皇太子（当時）とダイアナは1981年2月に19歳で婚約し、同年7月に20歳で結婚。翌年6月には夫との間にウェールズ公ウィリアム皇太子（第1位王位継承権者）次いで、その翌々年9月にはサセックス公ヘンリー王子を授かる。しかし、婚約当初からのチャールズ皇太子とカミラ夫人（当時）の不貞問題により夫婦関係は悪化し、1992年12月からの別居を経て1996年8月に離婚が成立。
離婚後は慈善活動等に積極的になり、多くの英国民から慕われた。しかし、翌年の1997年8月31日未明にフランス・パリ市内で大富豪ドディ・アルファイド氏との交際関係が浮上し、執拗なパパラッチからハイヤーを猛スピードで振り切ろうとした車体は交通事故を起こした。瀕死だったダイアナは収容先の病院で4時間後息を引き取った。
ダイアナは、息子のウィリアム皇太子夫妻やハリー王子夫妻の嫡内子であり英王室の王位継承権を持つジョージ王子、シャーロット王女、ルイ王子、アーチー・マウントバッテン＝ウィンザー、リリベット・マウントバッテン＝ウィンザーの父方の祖母にあたる。

## 概要
1961年にスペンサー伯爵家の嫡男であるオールトラップ子爵エドワード・ジョン・スペンサーとその夫人フランセスの間の三女としてサンドリンガムの屋敷パークハウスで生まれる。スペンサー家は17世紀以来続く貴族の家系である（→生誕と出自）。
両親は1967年から別居し、1969年に離婚した。ダイアナら子供の親権は父が獲得した。弟チャールズとともにパークハウスで育てられたが、1970年にはノーフォークの寄宿学校リドルズワース・ホール学校に入学、ついで1973年にケント州にある寄宿学校ウェスト・ヒース学校に入学した。1975年に父がスペンサー伯爵位を継承したのに伴い、ダイアナもLadyの儀礼称号を得た（→少女時代）。
1977年に姉セーラと交際していたウェールズ公チャールズ（当時）と初めて出会った（→チャールズ皇太子との出会い）。同年末にスイスにある花嫁学校アルパン・ヴィデマネット学院に入学するも、すぐに帰国し、ロンドンで一人暮らしを始める（→ロンドンで独り暮らし）。1979年に王室のサンドリンガム邸のパーティーで皇太子に再会したのがきっかけで皇太子と親しい関係になり、1980年に交際が深まった（→チャールズ3世との交際）。
1981年2月に若干19歳であった彼女は皇太子と婚約し、20歳の誕生月の7月29日にセント・ポール大聖堂で結婚式を執り行った（→皇太子との婚約、結婚式）。1982年5月から皇太子とともにケンジントン宮殿で生活をはじめ、ウィリアム皇太子とヘンリー王子の2子をもうけるも、やがて結婚生活や家庭生活、公務についての皇太子との考え方の違いが深刻化した。ダイアナは過食症に苦しむようになり、チャールズ3世も1980年代半ば以降にはダイアナのいるケンジントン宮殿に戻らず、ハイグローヴ邸で暮らすことが増え、カミラとの交際を再開するようになる（→ケンジントン宮殿での生活、ウィリアム王子とヘンリー王子の誕生、皇太子との関係の冷却化）。
1992年12月に皇太子夫妻が別居生活に入ることが正式に発表された。1993年に皇太子とカミラが愛を囁き合う電話のテープが公開され、1994年には皇太子自身もカミラが自分の人生の「中心的人物」であることを公表した。ダイアナは1995年11月にBBCのインタビューに答えてチャールズ3世との結婚生活について「3人の結婚生活だった」と総括し、またダイアナ自身も元騎兵連隊将校ジェームズ・ヒューイットと5年にわたって不倫していたことを認めた。そして自分はイギリス王妃にはならないことと「人々の心の王妃」になりたいという希望を表明した（→別居生活）。
1996年8月に離婚が成立。2人の王子の親権をチャールズ3世と平等に持ち、ウェールズ公妃の称号維持と妃殿下（HRH）の剥奪の引換に莫大な慰謝料を獲得した。離婚後、エイズ問題や地雷除去問題など慈善活動への取り組みを本格化させる（→離婚と慈善活動）。またこの頃からパキスタン人心臓外科医ハスナット・カーンと交際するようになる。さらに1997年7月からはエジプト人映画プロデューサーのドディ・アルファイドとの交際も開始する（→ハスナット・カーンとドディ・アルファイドとの二股交際）。
1997年8月31日未明、フランス・パリでドディとともに乗車していた車が交通事故を起こして死去する（→パリで交通事故死）。死後、チャールズ3世の意向によりイギリス王室が彼女の遺体を引き取り、準国葬の「王室国民葬」に付された。英国民の強いダイアナ哀悼の機運から、当時の女王（国王）エリザベス2世が特別声明を出し、また葬儀中にはバッキンガム宮殿に半旗が掲げられるという異例の処置が取られた（→哀悼・葬儀）。
生前、ダイアナはファッションセンスを高く評価されており、女性のファッションに大きな影響を与えた（→ファッション）。また慈善事業への積極的な取り組みも高く評価されていた（→離婚と慈善活動、他者への愛）。死後も彼女の人気は極めて高い（→ダイアナ人気）。訪日は三度行っており、1986年（昭和61年）の最初の訪日では日本に「ダイアナフィーバー」と呼ばれる社会現象を巻き起こした（→ダイアナの来日）。

## 生涯

### 生誕と出自

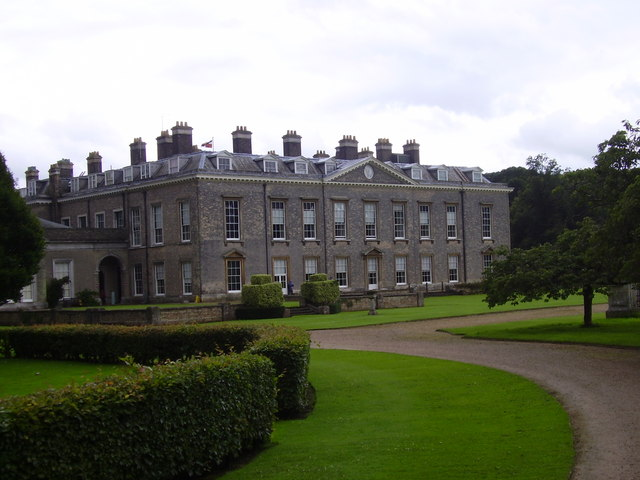
スペンサー伯爵家の本邸オールソープ邸。ダイアナ生誕時・幼少期には祖父アルバートが居住する邸宅であったが、幼少期のダイアナもしばしば遊びに行った。1975年に父エドワードが相続する。

1961年7月1日午後にイングランド・ノーフォーク・サンドリンガム・パークハウスに生まれる。父はオールトラップ子爵エドワード・ジョン・スペンサー（後の第8代スペンサー伯爵）。母はその夫人であるフランセス（第4代ファーモイ男爵モーリス・バーク・ロッシュの娘）。父方の先祖と母の名前をとって「ダイアナ・フランセス」と名付けられた。ダイアナは三女であり、姉にセーラ、ジェーンがいる。またダイアナ誕生から3年後に弟チャールズが生まれている。
スペンサー家は羊商として財をなし、1603年にロバート・スペンサーがスペンサー・オブ・ウォームレイトン男爵に叙されて以来続く貴族の家系である。スペンサー家の本家はチャーチル家からマールバラ公爵位を継承し、スペンサー＝チャーチル家と改称した。一方ダイアナのスペンサー伯爵家は1765年に第3代マールバラ公爵の甥ジョン・スペンサーがスペンサー伯爵位を与えられたことに始まる家柄である。スペンサー伯爵家の者は19世紀には政界の中枢で活躍する者が多かったが、貴族院議員が政界中枢になることが忌避されるようになった20世紀以降は政界での活躍はほとんど見られなくなり、廷臣や軍人としての活動が目立つようになった。ダイアナ生誕時の当主は祖父である第7代スペンサー伯爵アルバート・スペンサーだった。その嫡男である父エドワードはオールトラップ子爵の儀礼称号を使用していた。
母方のロッシュ家はアイルランドに屋敷を構え、ファーモイ男爵の爵位を継承する家柄である。家格や財産の面ではスペンサー伯爵家の方が上だが、母フランセスの父である第4代ファーモイ男爵モーリス・ロッシュは王室と親しい関係にあり、パークハウスを王室から貸し与えられ、また彼の妻（ダイアナの祖母）ルースは1956年以降エリザベス皇太后に女官として仕えていた。
スペンサー伯爵家の嫡孫である弟チャールズは女王エリザベス2世を代父母としてウェストミンスター寺院で洗礼を受けた。長姉セーラもエリザベス皇太后、次姉ジェーンもケント公エドワードを代父母にしていた。しかし三女であるダイアナは低く扱われ、ノーフォーク知事夫人メアリー・コールマンやクリスティーズ会長ジョン・フロイドなど資産家ながら平民が代父母であり、洗礼を受けた場所も地元サンドリンガムの聖メアリー・マグダレン教会だった。
ダイアナの生家パークハウスは王室御用邸サンドリンガム邸に近い場所にある。サンドリンガム邸に招く客を収容するために国王エドワード7世が建てさせた屋敷であり、国王ジョージ5世の代に母方の祖父ファーモイ卿に貸し出され、ファーモイ卿の死後、ダイアナの父母が同屋敷の借家権を相続していた。駐車場、屋外プール、テニスコート、クリケット場などを備え、6人の住み込み使用人が働いていたが、貴族の邸宅としては小規模な方だった。しかし周囲の環境は牧歌的であり、子供の教育場としては最適であった。ダイアナはここで育つことになる。

### 少女時代

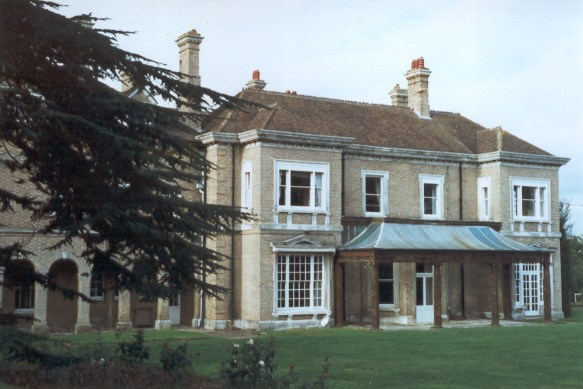
ケント州セブンノークスにある寄宿学校ウェスト・ヒース学校。ダイアナは1973年から1977年までここに入学していた。

姉二人はそれぞれ6歳、4歳年上であり、ダイアナが彼女らの仲間入り出来る年齢になる前の1967年9月にはケント州セブンノークスのウェスト・ヒース学校に入学したため、幼いダイアナは弟チャールズとともに育った。
父オールトラップ卿と母フランセスは不仲で、母はオーストラリア帰りの裕福な実業家ピーター・シャンド・キッドと不倫するようになった。1967年夏に父と母は「試験的」に別居し、ダイアナと弟チャールズは母とともにロンドンへ移った。オールトラップ卿はフランセスがいずれ同居に戻るものと思っていたが、彼女に離婚の意志があることを知るとパークハウスを訪れたダイアナとチャールズをロンドンに帰さず、パークハウスの生活に戻させ、近隣のキングズ・リンのシルフィールド学校（Silfield School）に入学させた。これに反発した母は親権を求めて訴訟を起こした。イギリスの離婚訴訟は一般に母親有利だが、不倫の事実や貴族の地位が父に有利に働き、1968年からはじまった離婚申請審問の結果、親権は父が得た。
1970年9月にノーフォークの寄宿学校リドルズワース・ホール学校に入学した。ダイアナは優等生ではなかったが、スポーツ万能でバレエ、ダンス、テニス、ネットボール、水泳などで活躍した。友達も多かったという。
1973年には姉二人と同様にケント州のウェスト・ヒース学校に入学した。この頃のダイアナはバーバラ・カートランドの恋愛小説に熱中し、勉強を怠っていたため、成績が悪かったという。しかしこの学校においても引き続きスポーツ分野では活躍した。この頃のダイアナはバレリーナになりたがっていたが、身長が180センチ近くまで伸びたため、断念せざるをえなかった。姉セーラと比べると劣るもののピアノも得意だった。この学校は学生のボランティア活動に力を入れており、ダイアナも毎週のように老夫婦の家を訪問してはその話し相手になったり、家事の手伝いをした。この経験を通じてダイアナは自らの社会奉仕への適性を発見したという。
1975年6月9日に祖父第7代スペンサー伯爵アルバート・スペンサーが死去し、父エドワードが第8代スペンサー伯爵位を継承する。弟チャールズはオールトラップ子爵の儀礼称号を継承し、ダイアナら三姉妹はLady（姫、令嬢）の称号を得た。これに伴い一家はスペンサー伯爵家の本邸であるオールソープ邸に引っ越した。この邸宅にはダイアナのダンス室が設けられ、ダイアナはホールでダンスの練習に励んだという。
父はオルソープ邸を相続して間もなく、以前から付き合っていたレイン（バーバラ・カートランドの娘でダートマス伯爵夫人）と再婚した。しかしダイアナ含むスペンサー家の子供たちはこの継母のことを嫌っていた。

### チャールズ3世との出会い

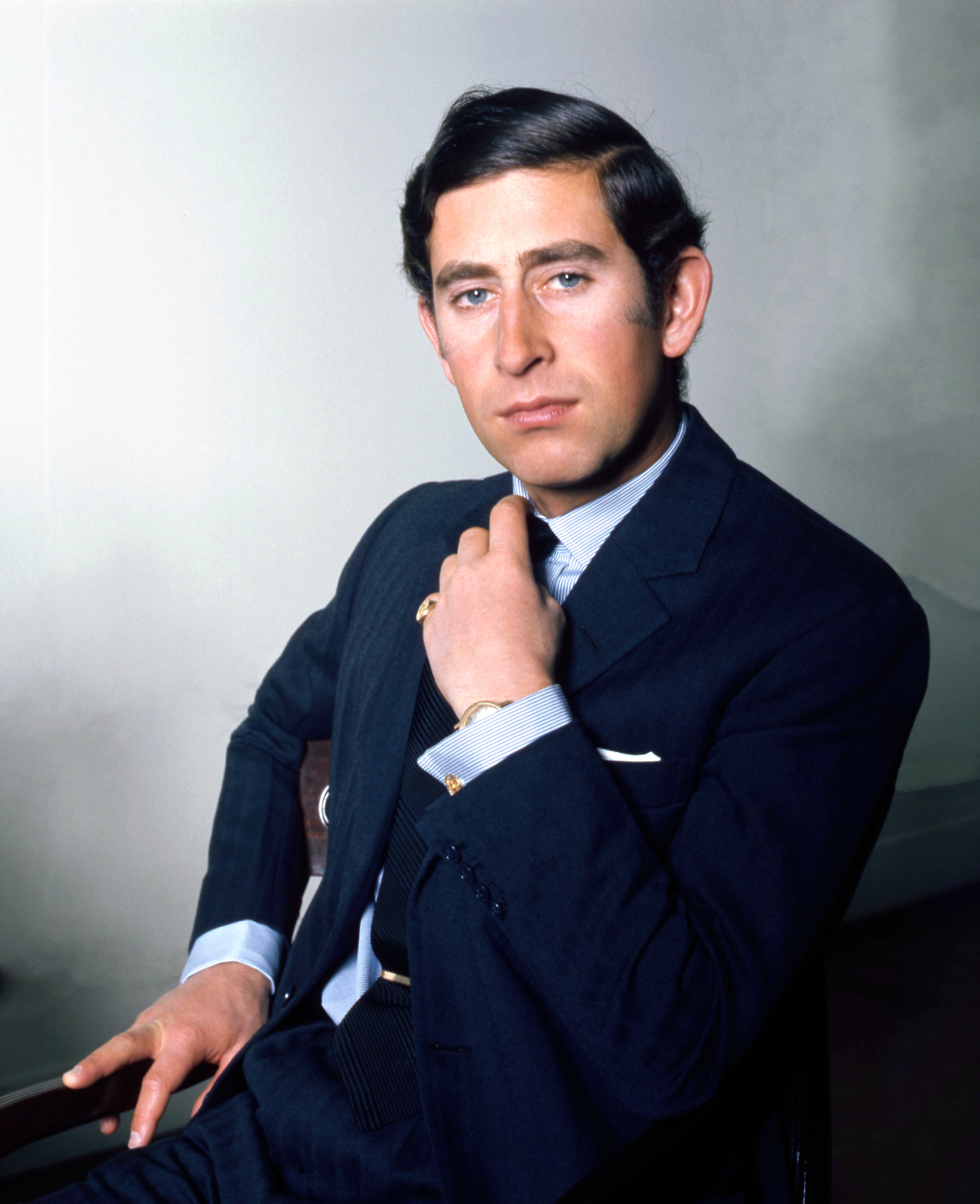
ウェールズ公チャールズ、1972年当時

1977年6月のロイヤルアスコット開催（王室主催競馬）でダイアナの姉セーラがウェールズ公（皇太子）チャールズと恋仲になった。皇太子はセーラの誘いを受けて11月にもスペンサー伯爵家の地所オルソープを訪問した。当時16歳のダイアナもウェスト・ヒース校の週末の休みでオルソープに滞在しており、狩猟場でチャールズ皇太子に紹介された。これが皇太子とダイアナの初めての出会いだった。しかしこの段階では特にロマンスが芽生えたわけではなかったようである。チャールズ皇太子の友人によればこの時に皇太子が抱いたダイアナへの感想は「陽気で明るいティーンエイジャー」という程度のものだったという。
ダイアナは1977年12月にOレベル試験に二度目の挑戦をするも失敗し、進学を断念した。父母の話し合いの結果、ダイアナはスイス・クシュタート近くにあるフィニッシングスクール、アルパン・ヴィデマネット学院に入れることになった。ダイアナは入学から6週間後にはイギリスに帰国している。
一方チャールズ皇太子と姉セーラは、1978年2月にクシュタート近くのクロスターズにスキー旅行にやってきたが、この時セーラはマスコミの取材に対して「私は愛していない男性とは結婚しません。例え相手がクズ屋でもイギリス国王でもね。もし彼が求婚してきても断るでしょう。」と答えた。この発言の真意は定かでないが、繊細な皇太子はこれに傷ついて以降セーラと距離を置くようになった。

### ロンドンで独り暮らし
スイスからオルソープ邸に戻ったダイアナは、これから何をするか全く決まっていなかったが、とりあえず継母レインが仕切っているオルソープ邸でくすぶっていたくなかった。子供の面倒を見る仕事をしたいという漠然とした夢を持ってロンドンでの独り暮らしを希望したが、両親からは18歳までは独り暮らしは認めないと申し渡された。代わりにスペンサー伯爵家の友人であるジェレミー・ウィテカー少佐夫妻のハンプシャーの邸宅に住み込んで、そこで子供の面倒や家事の手伝いをするようになった。
その後、母がロンドン・カドガン・スクウェアにある母のフラットで暮らすことを許可してくれたため、事実上ロンドンでの独り暮らし生活を始めることができた（母はスコットランドで日常生活を送っていたのでロンドンを訪れるのはまれだった）。ロンドンでのダイアナはパーティのウェイトレスをしたり、家政婦をするなどして生計を立てた。
ダイアナは1978年11月にウィンブルドンにある貴族の娘のための料理学校に入学し、そこで3か月ほど料理の勉強をした。ダンサーになる夢は高身長のために断念したが、代わりにダンス講師を夢見るようになり、ブロンプトン・ロードにあるダンス学校に通った。しかしこの学校で才能がないと言われたことに傷つき、また1979年3月に友人と行ったフランス・アルプスへのスキー旅行で転倒して足を怪我したため、ダンス学校に通うのを止めた。
母のフラットが売却されたため、1979年7月にはコールハーン・コート（Coleherne Court）60番地のフラットを5万ポンドで購入してそこへ引っ越した。念願の自分のフラットを持ったダイアナは、維持費を稼ぐため、女友達にもこの部屋を貸して同居した（最終的には4人の共同生活になった）。彼女たちとの同居を通じてボーイフレンドもたくさんできるようになったが、チャールズ皇太子が現れるまで男性とは誰とも深い付き合いにはならなかったという。

### チャールズ3世との交際

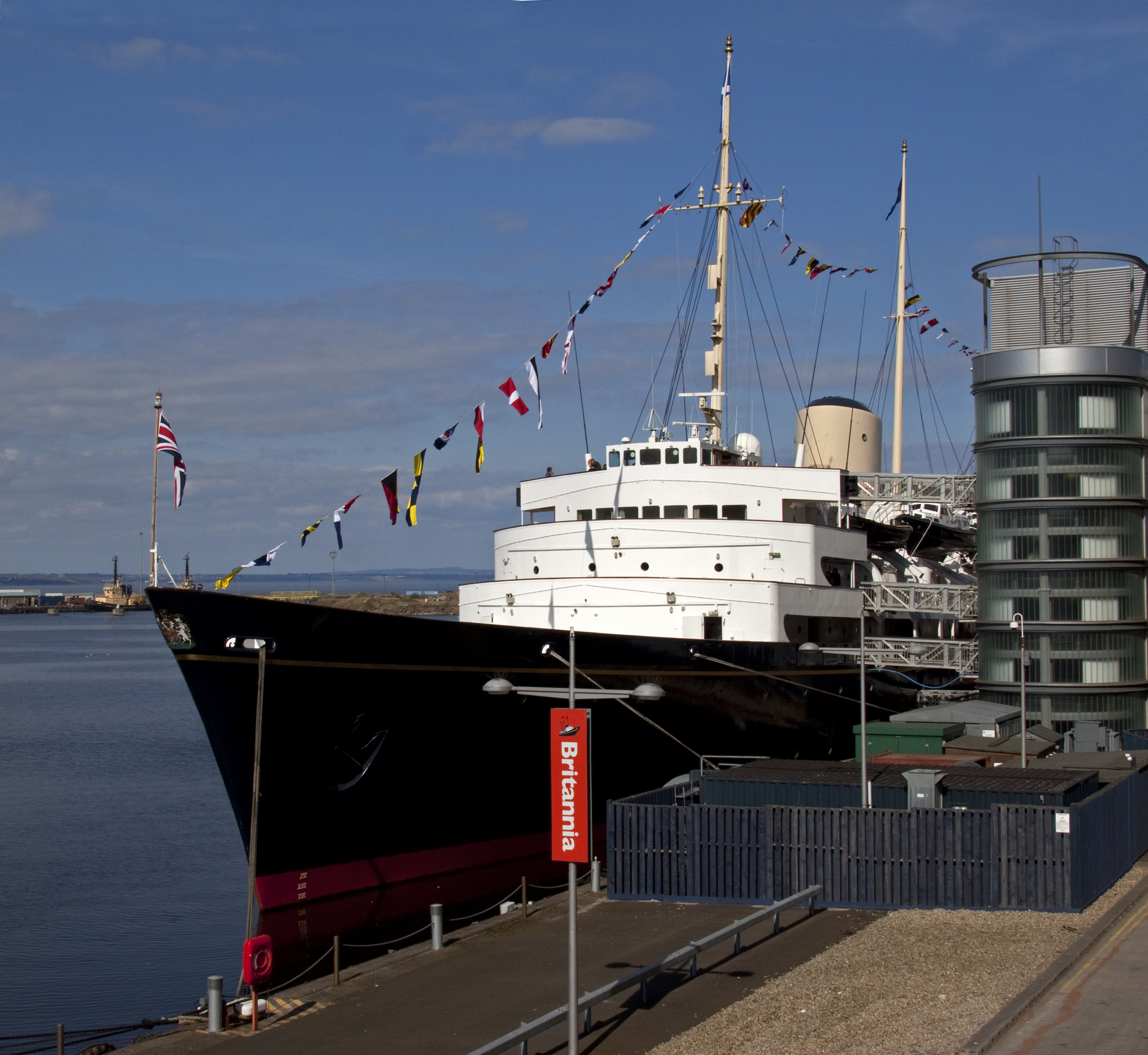
ダイアナとチャールズ皇太子が初めてキスをした場所、王室船「ブリタニア号」。

一方その頃、チャールズ皇太子（当時）も様々な女性と関係を持っていた。その一人がチャールズ皇太子の後妻となるカミラだった。皇太子とカミラは1972年に出会っており、以来友達のような間柄だった。その後カミラはアンドリュー・パーカー・ボウルズと結婚するも皇太子との関係は断続的に続いた。だが当時のマスコミはカミラのことはほとんど掴んでいなかった。
当時マスコミが皇太子妃最有力候補として注目していたのは、皇太子の大叔父にあたるマウントバッテン卿の孫娘で美しく聡明で人格的にも優れたアマンダ・ナッチブル嬢だった。チャールズは1974年、アマンダが17歳の時に彼女の母に結婚の意思を告げるが、まだ若すぎると断られた。その後1979年8月にマウントバッテン卿がアイルランド民族主義団体「IRA」に暗殺された後に皇太子とアマンダの絆が強まっているように見えた。そして皇太子はマウントバッテン卿を失って1ヶ月もしない時期に、悲劇的体験を共有できるアマンダにプロポーズをしたが、祖父をテロで失った彼女には王室に嫁ぐ気は無かった。
そんな中の1979年、王室のサンドリンガム邸で開かれたパーティにダイアナらスペンサー伯爵家令嬢たちが招かれた。チャールズ皇太子はスペンサー伯爵家の上の娘二人（セーラとジェーン）のことはよく知っていたが、まだ子供のダイアナにはこれまでほとんど関心を持たなかった。しかしこの時の再会で皇太子はダイアナが美しく育っていることを知った。皇太子とダイアナはダンスを踊って楽しんだ。この段階では恋愛関係には至らなかったものの、以降ダイアナは、しばしば皇太子から招待を受けるようになり、親しい友人になっていった。
チャールズ皇太子の証言によれば、1980年7月にサセックス・ペットワース近くのカントリー・ハウスでバーベキューをしていた際にマウントバッテン卿の死を悲しんでいる皇太子をダイアナが「貴方の寂しさは理解できるし、貴方には誰かが必要だ」と慰めたことに皇太子は心打たれたという。
同年8月にワイト島の港街カウズでヨットレース「カウズ・ウィーク」が開催された際、ダイアナは王室船「ブリタニア号」に招待された。この船上で皇太子とダイアナは初めてキスをした。
皇太子が80万ポンドで購入したばかりのグロスタシャーにあるハイグローヴ邸にも頻繁に招かれるようになり、さらにパーカー・ボウルズ家にも連れて行かれ、カミラに紹介された。この際に皇太子はダイアナと結婚することについてカミラの意見を聞いたが、カミラは推奨した。以降、皇太子はダイアナとの結婚を本気で考えるようになったという。

### マスコミの追跡の始まり
1980年秋にはマスコミが皇太子とダイアナの関係を突きとめた。この時から昼夜問わずマスコミがダイアナのところへ押し寄せてくるようになり、ダイアナに私生活は無くなった。当時ダイアナが勤務していた幼稚園にまでマスコミがやって来るようになった。彼女の赤いローバー・メトロは何台ものマスコミの車から追跡を受けるようになった。ダイアナ報道は過熱の一途をたどり、やがてタブロイド紙『サンデー・ミラー』紙が「ダイアナが夜中の二時に停車中のお召し列車に乗り込み、皇太子と一夜を共にした」という捏造を報じるに至った。ダイアナはこの記事にひどく傷つき、皇太子も不快に感じた。
娘を不憫に思った母フランセスは12月に『タイムズ』紙に宛ててプライベート無視のマスコミ報道を批判する手紙を送った。これがきっかけとなり英国議会も「ダイアナ・スペンサー嬢に対するマスコミの扱いを遺憾に思う」とする批判動議を決議した。だがマスコミはスクープを物にしようとダイアナ追跡を続けた。ダイアナはルームメイトの協力も得て、様々な手段でマスコミを煙に巻いては、コールハーン・コートの自宅を脱出して皇太子に会いに行った。

### チャールズ3世との婚約

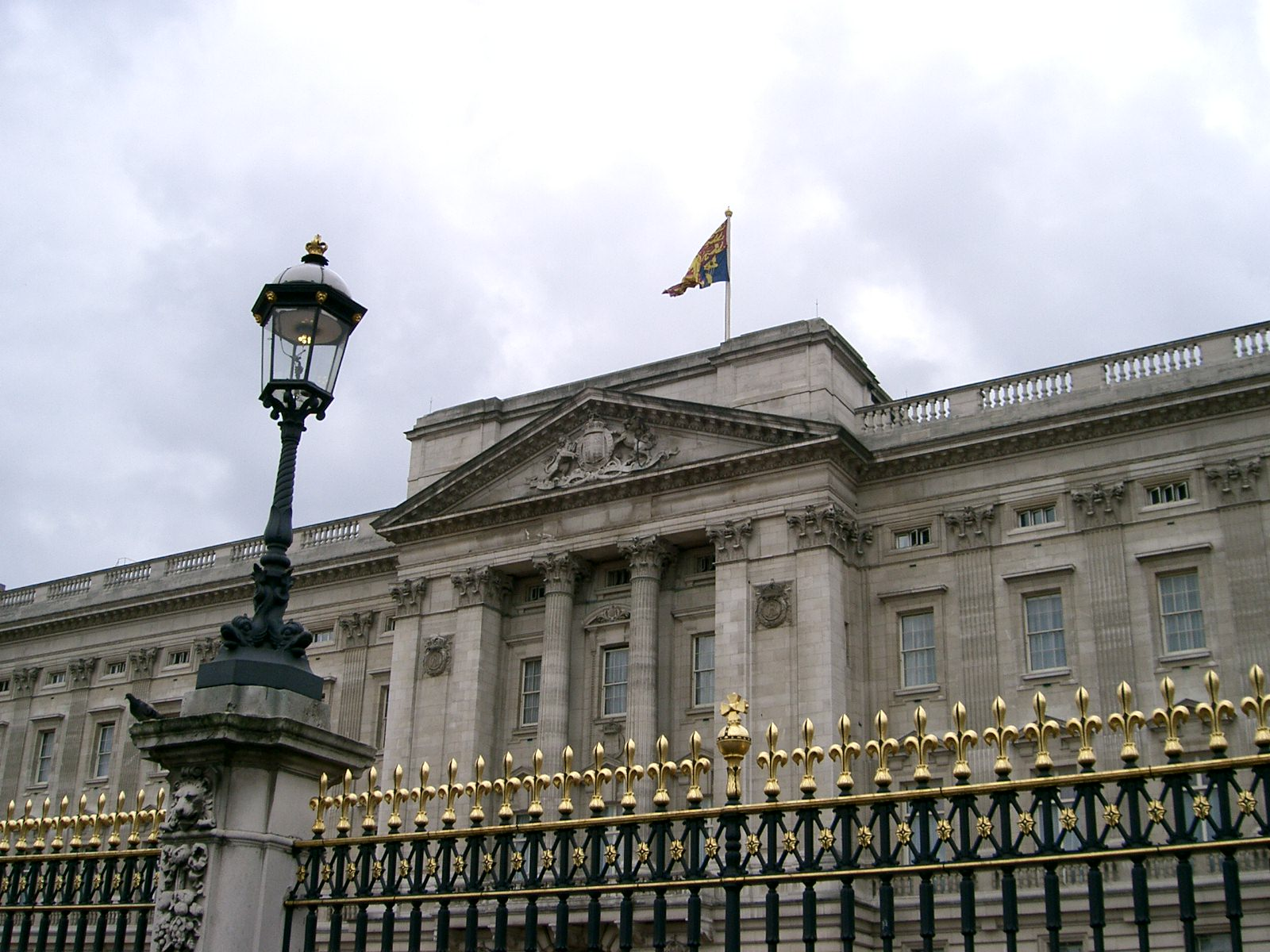
婚約から結婚の間の5ヶ月間を暮らしていたバッキンガム宮殿

すでに30過ぎの皇太子は結婚を急がねばならず、そういう中で家柄もよく、マスコミのネタにされそうな過去（恋愛経験）もなく、また当時は控えめな女性に見えたダイアナは無難な選択肢に思えた。皇太子の親族や取り巻きの多くもこの結婚に賛成か、少なくとも反対はしなかった。
1981年2月6日にチャールズ皇太子がウィンザー城でダイアナに求婚した。皇太子は「スキー旅行に出てる間、どんなに貴女に会いたかったことか」と述べたうえで「私と結婚してほしい」と簡潔に求婚したが、ダイアナは冗談だと思って笑っていたという。皇太子は真剣な求婚であることを強調し、「貴女はいつの日か王妃となるのだ」と述べたという。ダイアナはこのプロポーズを受け入れた。
婚約発表の前日の2月23日夜、ダイアナはルームメイトたちに別れを告げた後、スコットランドヤードのポール・オフィサー警部の警備のもと、コールハーン・コートを出た。この際に警部は「今夜が貴女の人生で最後の自由な夜ですよ。精一杯お楽しみなさい」と述べたといい、ダイアナは「剣で心臓を貫かれたようでした」と回顧している。
ダイアナはエリザベス皇太后のクラレンス邸での一時滞在を経てバッキンガム宮殿へ移り、結婚までそこで過ごしたが、宮殿の慇懃なよそよそしさに監獄に入ったかのような息苦しさを感じるようになった。また皇太子とカミラの関係に敏感になっていった。そのストレスでこの頃から後の拒食症の初期症状を見せるようになった。飢餓状態となり、婚約発表時72.5センチあったウェストは結婚式までに57.5センチまで落ちた。
それでも公的な社交場に出るときのダイアナはリラックスして楽しんでいるかのようだった。未来の義弟アンドリュー王子（皇太子の弟）の21歳誕生日パーティでは、アンドリュー王子がイギリスで一番の資産家のウェストミンスター公爵夫人がどこにいるのか尋ねたのに対して、ダイアナは「まあアンドリュー。有名な方のお名前をさも親しいように言うのはおやめなさい」とジョークを飛ばして場を和ませた。

### 結婚式

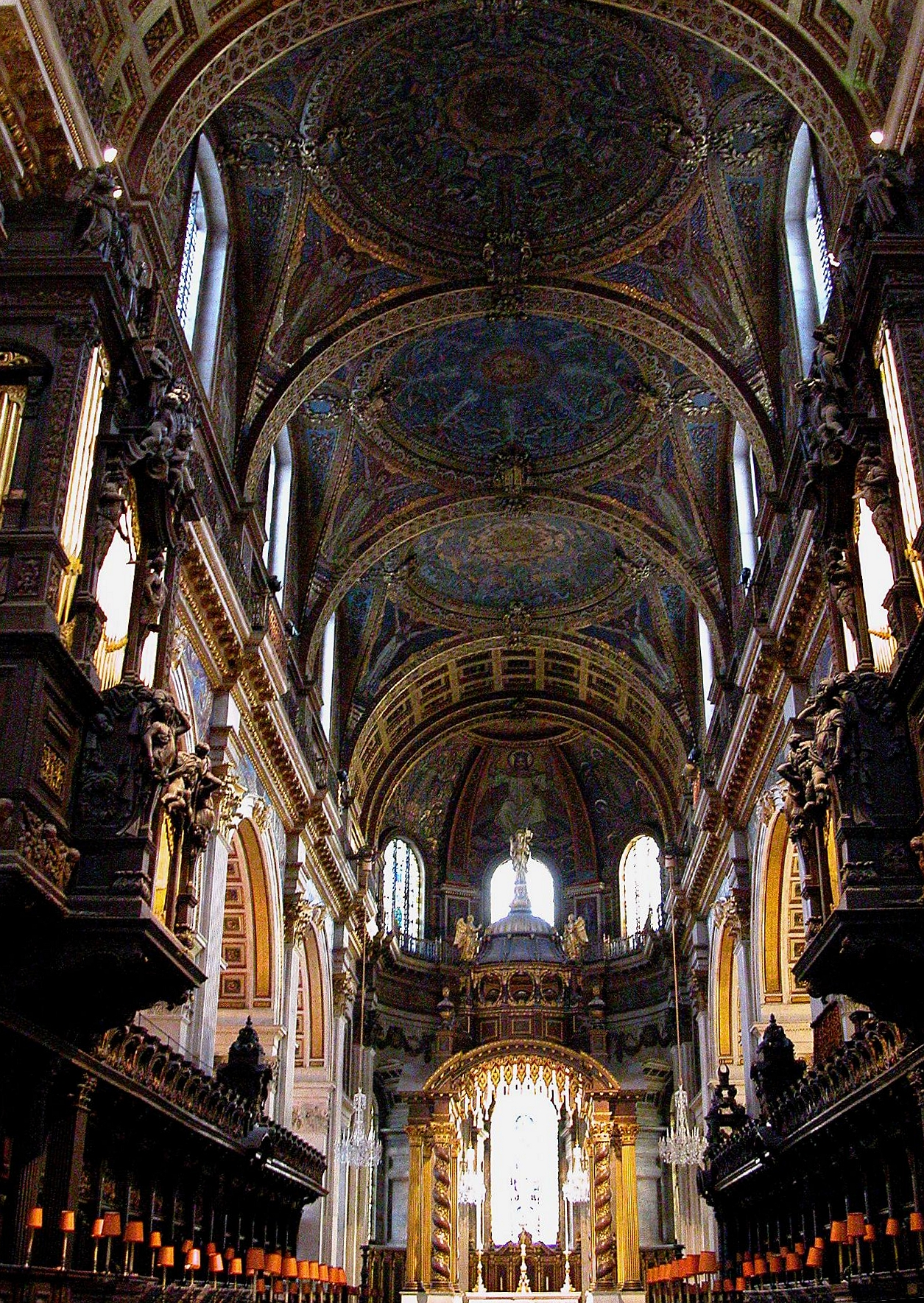
皇太子とダイアナの結婚式が挙行されたセント・ポール大聖堂。

王室儀式の準備は宮内長官の任務だが、結婚式の準備はチャールズ皇太子自らが取り仕切り、宮内長官マクレーン卿に様々な指示を出した。皇太子の決定により結婚式は1981年7月29日にセント・ポール大聖堂で挙行されることになった。ここはバッキンガム宮殿から離れているため警備上の不安があるものの、ウェストミンスター寺院よりも広いので多くの人間を収容できた。式で流す音楽も皇太子が選定し、キリ・テ・カナワに祝賀の歌が依頼されることになった。聖歌も皇太子が選定した。ダイアナは式の準備にはほとんど関与しなかったが、彼女の好きな愛国歌『我は汝に誓う、我が祖国よ』は曲目に入れてもらえた。招待客については基本的に女王が取りきめた（ダイアナと彼女の父スペンサー卿にも一応提案権はあった）。
祝典は実質的に結婚式前夜の7月23日夜から始まっていた。ハイド・パークでは1万2000発の花火が打ち上げられ、近衛隊とモリストン・オルペウス合唱団が聖歌の合同演奏を行った。英国中がお祭り騒ぎになった。イギリスがこれほど全国民あげての祝賀ムードに包まれたのは1953年のエリザベス2世戴冠式以来のことであったという。
結婚式前夜、ダイアナはクラレンス邸に入り、早めに就寝した。翌日朝6時におきたダイアナは、浴槽につかった後、朝食をたっぷりと取り、美容師やメイクアップアーティストに整髪や化粧をしてもらい、ウェディングドレスを着用した。ウェディングドレスは、英国製シルクでできたこの上なく豪華なものだった。そのドレスの裾は王室史上最長の7.6メートルにも達した。ティアラは実家スペンサー伯爵家伝来のダイヤモンドの物、イヤリングは母から贈られたダイヤモンドの物を着用した。用意が済むと父スペンサー卿とともに馬車に乗り込み、群衆に手を振りながらセント・ポール大聖堂へ向かった。大聖堂には世界中の君主、王族、大統領、首相などが集合していた。アメリカからはファーストレディのナンシー・レーガン、日本からは皇太子明仁親王と美智子皇太子妃が出席していた。大聖堂に到着したダイアナは、バージンロードを父とともにゆっくり進み、王立海軍礼服を着用して待つチャールズ皇太子の横に立った。カンタベリー大主教ロバート・ランシーの司式で、結婚の誓いが行われた。この結婚式の模様はテレビ中継され、全世界70か国7億5000万人もの人々が見守っていた。（日本ではNHKが放送した。）式に出席していた旧ユーゴスラビア王族のカタリナ王女は「ダイアナが神々しいほどに美しかった」と回想している。ダイアナが文字通り全世界の人々の視線を釘付けにした瞬間だった。
式を終えたダイアナと皇太子は国民の歓声を受けながら馬車でバッキンガム宮殿へ戻った。宮殿の庭にも国旗を振りながら「ダイ（ダイアナ）万歳！チャーリー（チャールズ皇太子）万歳！」と叫ぶ国民が集まっていた。その歓声にこたえて王族一同はバルコニーに出て国民に手を振って挨拶した。皇太子とダイアナはキスして見せ、群衆はそれに拍手喝采を送った。
新婚旅行は王室船ブリタニア号での地中海とエーゲ海のクルージングだった。マスコミに追いまわされないよう王立海軍の協力を得て極秘裏に行われた。英国マスコミはギリシャに飛んで皇太子夫妻を探し回ったが、ついに発見できなかった。

### 女王との同居生活
ハネムーンから帰国した皇太子夫妻は8月から10月下旬まで女王が滞在中のスコットランド・バルモラル城で休暇生活に入った。しかしバルモラル城での女王との同居生活は全てを女王に合わせなければならないため、ダイアナにとっては息苦しかった。またダイアナは結婚式が終わればマスコミや世論の自分への関心も無くなると思っていたが、ダイアナ人気はその後も長く続き、様々な雑誌の表紙を彼女が飾り続け、常にマスコミの目を気にしなければならないプレッシャーが続いた。また皇太子とカミラの関係も相変わらず気になった。ダイアナのストレスと過食症はひどくなる一方で嘔吐を繰り返した。他人の面前で泣いたり、苛立ったりすることも増えた。幼い頃から感情を出さない訓練を受けている皇太子は、彼女の感情爆発にどう対応すればいいのか分からず、困惑させられることが多かった。
ダイアナは皇太子とともにケンジントン宮殿で暮らすことになっていたが、同宮殿の改修工事が完了するまではバッキンガム宮殿で女王との同居を続けなければならなかった。ダイアナは早く女王から離れたがっており、改修工事を急がせ、1982年5月からそこで生活できるようになった。

### ケンジントン宮殿での生活

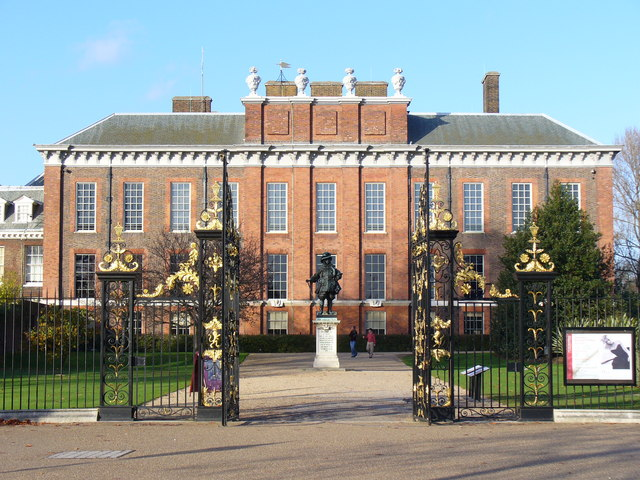
ケンジントン宮殿

皇太子とともにケンジントン宮殿に移ったダイアナは今度こそ皇太子と二人っきりの生活を始められると思っていたが、皇太子には膨大な公務があり、また公務以外にも最低週一回はコーンウォール公領の統治業務にあたる必要があった。そのため皇太子とダイアナが私的に一緒にいられる時間はほとんどなく、寝る時だけ一緒という日もあった。国王の座に就く時が来るべく躾けられていた皇太子は幼い頃からプライベートのない生活に慣れていたが、ダイアナはそうではなかった。ダイアナは皇太子にいつも自分と一緒にいて愛を囁いてほしがっていたが、将来の国王と結婚した身にはそれが困難であることをダイアナは理解していなかった。
そのためケンジントン宮殿に入ってからのダイアナは、公務の同行を拒否したり、皇太子が公務に出るのを阻止しようとしたり、皇太子と親しい使用人を宮殿から追い出したり、自傷行為をしたり、一人でショッピングに出ようとして王室警備隊に止められるなど、身勝手な反抗が急増した。
皇太子は王室の環境になれていない間は仕方ないと考え、ダイアナの我がままにもなるべく付き合っていたが、やがてダイアナがいつまでも王室に適応しないのにうんざりさせられてきた。

### ウィリアム皇太子とヘンリー王子の誕生

1985年の訪米時、ホワイトハウスでロナルド・レーガン大統領夫妻とともに

ケンジントン宮殿でそのような生活を送りながらもダイアナは二人の王子を出産した。
1981年10月に最初の妊娠が判明した。王室はこれまでバッキンガム宮殿内で出産するのが伝統だったが、ダイアナは最新医療設備のある病院での出産を希望し、西ロンドンのセント・メアリー病院での出産を決めた。出産に際しては皇太子も付きっきりになり、ダイアナの手を握りながら励ましの言葉をかけ続けたという。ダイアナは1982年6月21日午後9時3分に第2王位継承権者となる長男を出産した。この長男には「ウィリアム・アーサー・フィリップ・ルイス」という名前が与えられた（現在のウィリアム皇太子）。ちょうどフォークランド紛争の戦勝と重なり、イギリス国民の祝賀気分は高揚した。
ウィリアム王子の出産後、皇太子は秘書官たちの反対を押し切って公務への出席を減らし、ダイアナと一緒に王子を育てることに専念した。この時期がダイアナにとって最も幸せな家族団欒の日々であったという。
1984年9月15日午後4時20分にはセント・メアリー病院で第3位王位継承権者である次男を出産し、「ヘンリー・チャールズ・アルバート・デイビス（通称ハリー）」と名付けられた（ヘンリー王子）。この時にも皇太子は出産に付き添った。皇太子は公務をさらに減らして次男を可愛がった。
しかし皇太子の父であるエディンバラ公フィリップは、皇太子が家族にかまけて公務をないがしろにしていることを批判した。その抗議の意味を込めてエディンバラ公はヘンリー生誕から5カ月に渡ってヘンリーの顔を見ようとしなかったが、ダイアナはそれに強く憤慨した。父とダイアナの板挟みになった皇太子はコーンウォール公領の農場に引きこもって領主の仕事に安らぎを見出すようになった。

### チャールズ3世との関係の冷却化

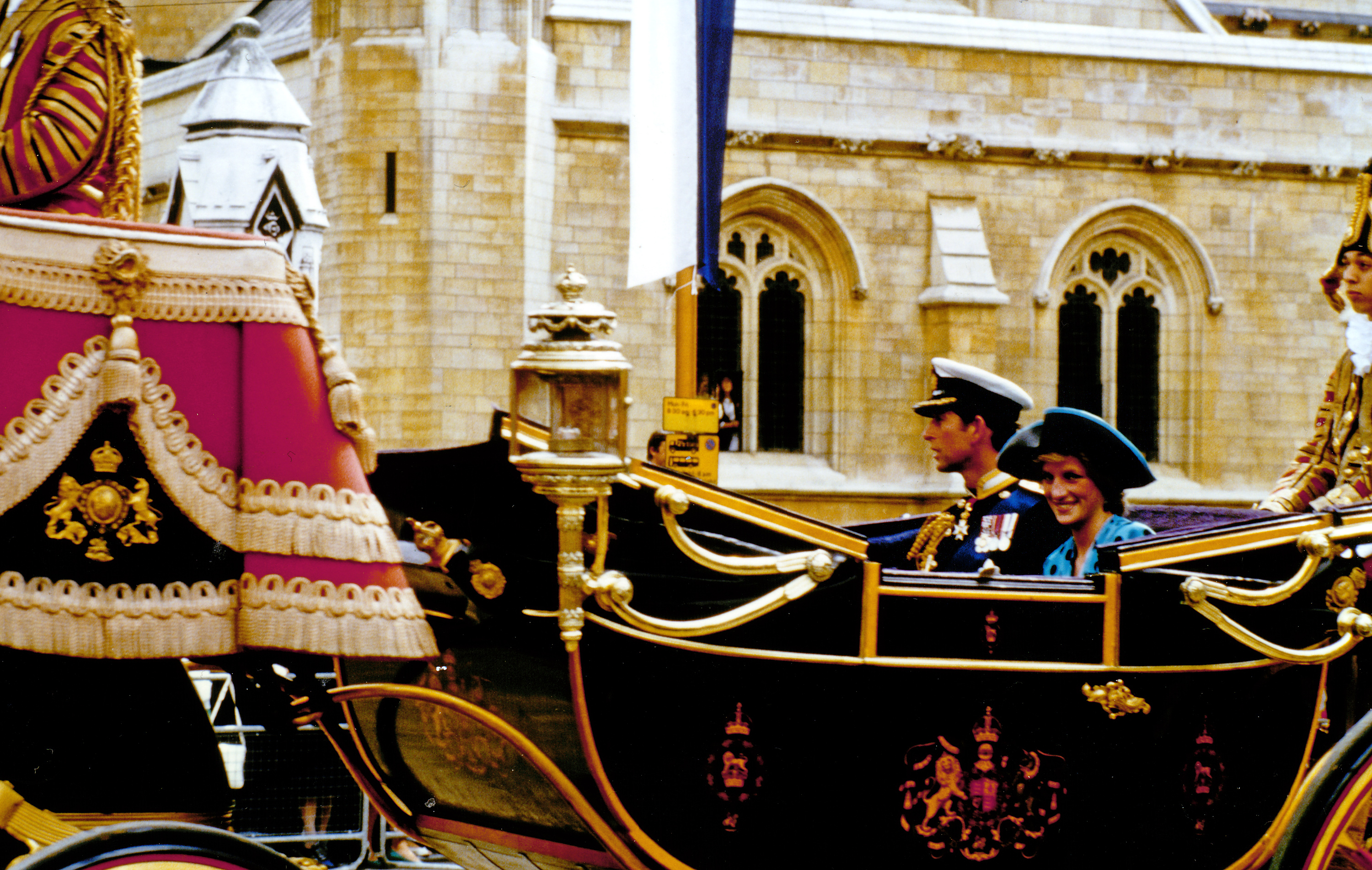
1986年7月23日、ヨーク公アンドリュー王子の結婚パレードの際のチャールズ皇太子とダイアナ。

ダイアナによれば1984年に次男ヘンリーが生まれた時点で気持ちのうえでの二人の関係は終わっていたという。皇太子は1985年から1986年にかけてコーンウォール公領のハイグローヴ邸で暮らすことが増えた。1987年にはケンジントン宮殿は皇太子不在状態が常態化してダイアナが事実上の女主人になっていたという。同年の皇太子夫妻のポルトガル訪問にも夫妻は別々に寝所をとっている。皇太子は婚約以来カミラとの関係を断っていたが、この頃から交際を再開するようになった。
別居状態が長く続くと、ダイアナの方も皇太子が一緒にいない時の方が落ち着くようになった。彼女の友人は「皇太子がケンジントン宮殿にいると、ダイアナはすっかり途方に暮れて、子供のように戻ってしまうのです。自分が一人でいるときに築きあげた全てを失ってしまうのです」と証言している。皇太子への情熱を失ったダイアナは、代わりに王子二人の養育と慈善事業に情熱を注ぐようになった。ダイアナが熱心に取り組んだ慈善事業の一つがエイズ問題だった。ダイアナは「英国エイズ救援信託基金」を財政支援し、また積極的にエイズ患者と触れ合うことでエイズ患者に対する偏見を無くすことに尽力した。エイズ問題以外でも様々な慈善事業に取り組み、英国産婦人科医師会の死産・新生児死亡・不妊症問題の研究のための募金機関「バースライト」、麻薬中毒者やアルコール中毒者の救済のための慈善団体「ターニングポイント」などに財政支援を行った。
1987年から1992年にかけてマスコミの皇太子批判報道が高まり、ダイアナの立場は有利になっていった。
ダイアナは、1992年3月29日にオーストリア・レヒで皇太子や王子2人とともにスキー旅行をしていた際、父スペンサー卿の死を知った。彼女は一人で帰国しようとしたが、この際に皇太子も同行を希望した。これに対してダイアナははじめ「優しい夫を演じるにはもう遅すぎる」と主張して皇太子の同行を拒否しようとした。彼女は自分の悲しみを王室の宣伝に利用されるのが嫌であったという。しかし同行しなければマスコミに叩かれるのは明らかなので皇太子は強引にでもダイアナを説得して一緒に帰国した。
1992年6月7日から『サンデー・タイムズ』にアンドリュー・モートンの著作『ダイアナ妃の真実』から抜粋した連載記事が掲載され始めた。これはダイアナ本人やダイアナの友人の証言に基づいた物で皇太子を一方的に批判する内容だった。この出版以来、皇太子とダイアナの関係は完全に冷却化した。正式な別居を希望するダイアナは、1992年10月の韓国訪問の際、露骨かつ子供じみたデモンストレーションを行った。すなわち皇太子と一緒にいる時は不機嫌そうな顔で、皇太子が一緒にいない時はにこやかな顔でマスコミの撮影に応じたのだった。

### 別居生活

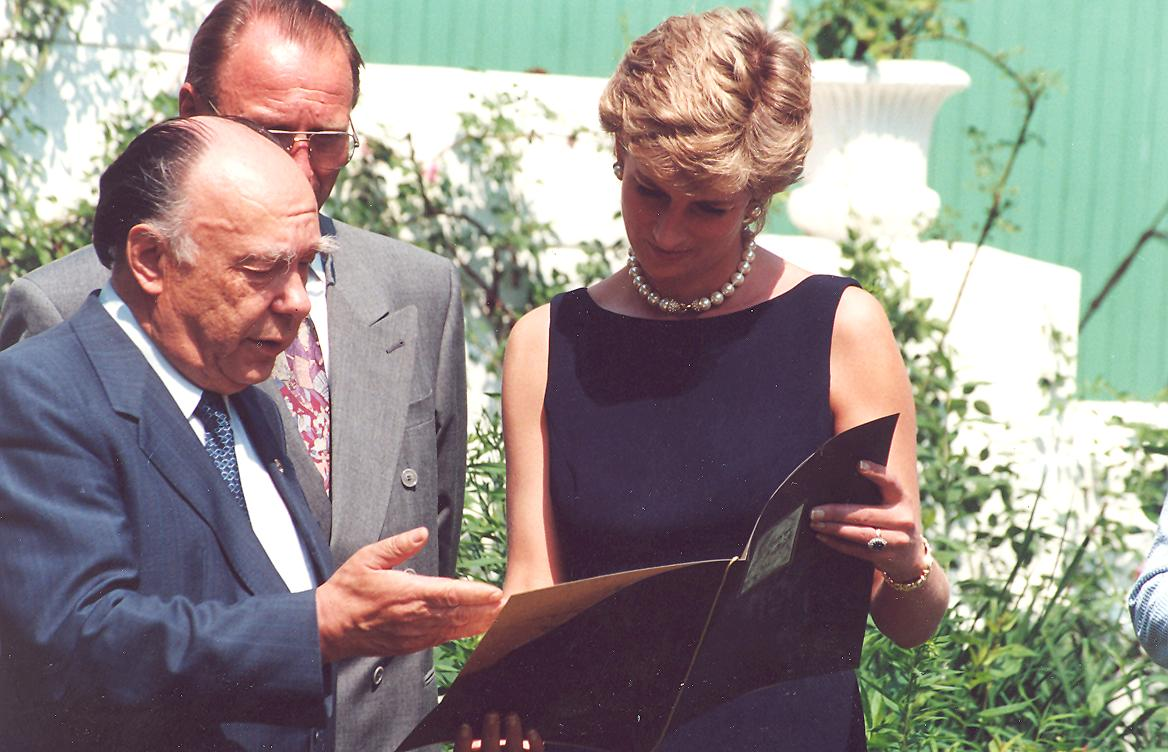
1995年の国際レオナルド賞でのダイアナ。

ダイアナと皇太子の合意により、1992年12月9日に夫妻が別居生活に入ることが、庶民院でジョン・メージャー首相から正式に発表された。ダイアナが暮らすケンジントン宮殿からは皇太子の私物や痕跡が取り払われ、一方皇太子が暮らすハイグローヴ邸からはダイアナの私物や痕跡が取り払われていった。ダイアナがこの模様替えで最初に指示したのは皇太子と夜を共にしたダブルベッドを廃棄処分させたことだったという。別居の際の条件でダイアナは王子二人と隔週の週末に会うようになった。その日にはダイアナは学校まで車で王子たちを迎えに行って、ケンジントン宮殿に連れ帰り、親子水入らずの日を過ごした。
1993年1月に皇太子とカミラが愛をささやき合っている電話のテープをマスコミが入手し、これが報道されたことで皇太子批判が高まった。別居後のダイアナは皇太子とカミラの関係に無関心を装っていたが、実際にはお抱えの占星術師にカミラの星座チャートを調べさせて二人の運勢を占わせるなどかなり気にしている様子だったという。1994年6月に放送されたジョナサン・ディンブルビー制作のドキュメンタリー番組の中で皇太子は、結婚生活が崩壊するまでは妻に対して貞節を守っていたと述べつつ、カミラは自分の人生の中で「中心的な存在」であり、今後もそうあり続けるであろうことを公表した。これについてダイアナは「私自身かなり打ちのめされました。でも、その正直さは称えたいと思いました」と語った。
1993年12月3日には公務からの引退を宣言した。
1994年10月には5年に渡るダイアナの不倫相手だった元騎兵連隊将校ジェームズ・ヒューイットがダイアナと自分の不倫についての暴露本『恋するプリンセス（Princess in Love）』（ISBN 978-0-5259-4017-3）を出版したが、ダイアナはこれにだいぶショックを受けたようだった。

### BBCのインタビュー
ダイアナは1995年11月放送のBBCテレビ番組『パノラマ』のインタビュー録画映像に出演した。このインタビューはBBC上層部にも無断で行われたものだった（当時のBBC社長マーマデューク・ハッセイは女王や皇太子と親しい関係だった）。このインタビュー映像は英国のみならず日本を含む101カ国で放送された。
その中で彼女は皇太子とカミラの関係について「この結婚生活には三人の人間がいたのです。少し窮屈すぎますね」と表現した。また彼女自身もヒューイットと不倫していたことを認めた（ヒューイットが金目当てで暴露本を出版したことにショックを受けており、現在彼への熱は冷めたと主張した）。
結婚生活が崩壊した責任はどちらにあるのかという質問に対しては「半分は私にあると思います。しかしそれ以上ではありません」と述べた。離婚するのかという質問に対しては「私は離婚を望んでいません。夫の決断を待っています」と述べた。王室は変化する必要があると思うかという質問には「皆、王室が好きではなくなってしまっています。私自身嫌になってしまっているのですから。もっと国民と触れ合いを持ってほしいです」と述べたが、王室廃止論については「子供の将来がかかっているのに、そんなことを望むはずがありません。ただ子供たちのために必要な闘いはなんでもします」と述べている。そして自分が王妃になると思うかという質問に対しては「思いません。（私は皆さんの）心の王妃になりたいです。チャールズも国王になることには葛藤があります」と述べた。
この放送はドキュメンタリー番組としては過去最高の視聴率を記録した。イギリス全土で2280万人に視聴されたという。放送を見た国民の大半はダイアナに同情的であったという意見もあるが、それを裏付ける信憑性のあるデータはない。

### 離婚と慈善活動

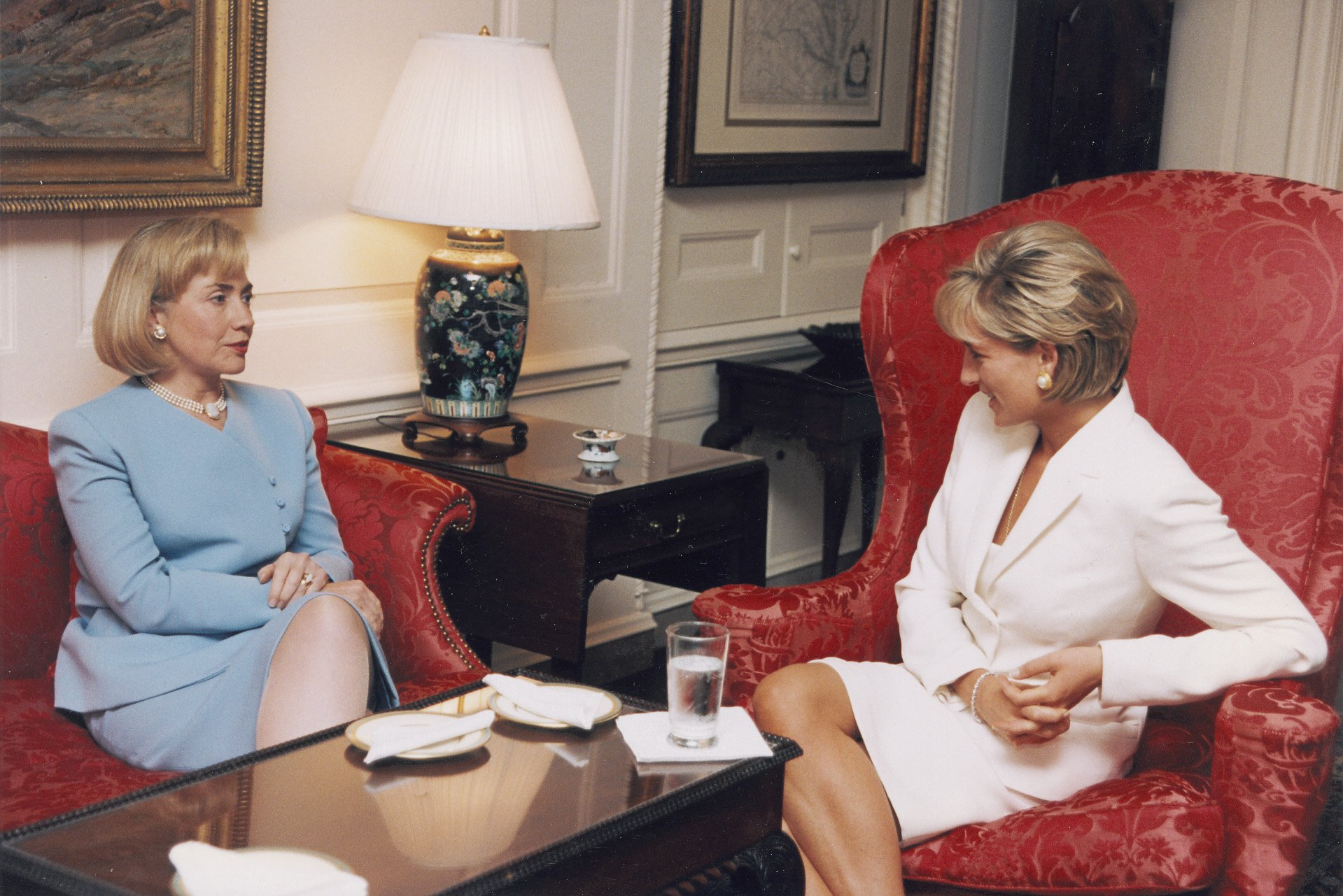
1997年6月18日にホワイトハウスで大統領夫人ヒラリー・クリントンと会見するダイアナ。

皇太子夫妻の離婚交渉の混迷は王室人気に大きな打撃を与えており、やがてエリザベス女王は皇太子とダイアナ双方に手紙を送って早期離婚を促すようになり、座礁しかけていた離婚交渉が進展を見せるようになった。
1996年2月28日にチャールズ皇太子との会見を終えたダイアナは離婚の合意に達したことを発表した。その中で彼女は「今後も王子二人の養育に関する全てに携わり続け、またプリンセス・オブ・ウェールズの称号を維持し、ケンジントン宮殿にも留まり、セント・ジェームス宮殿にある執務室も運営し続ける」旨を一方的に主張した。これに対して女王は「非常に興味深い」という冷ややかな反応をすることでダイアナの称号、今後の役割、財産分与はまだ決まっていない旨を示唆した。
その後も離婚交渉は4カ月にわたって続いた。最終的に皇太子とダイアナが離婚について合意に至ったのは、皇太子がダイアナに推定1700万ポンド（約29億円）の慰謝料を一括支払いすること、ダイアナがケンジントン宮殿に引き続き居住し続けること、ダイアナのセント・ジェームズ宮殿の執務室の維持費年40万ポンド（約6800万円）を皇太子が拠出すること、また「Her Royal Highness（妃殿下、HRH）」の敬称は剥奪されること、王子二人の養育権は夫妻が平等に持つことであった。
1996年8月28日の離婚確定判決をもって正式にダイアナと皇太子の結婚生活は幕を閉じた。
離婚後王室の公務が無くなったダイアナは、その隙間を埋めるようにこれまで以上に国際的慈善活動に積極的に取り組んだ。特にエイズ問題、ハンセン病問題、地雷除去問題への取り組みに熱心だった。1997年1月にはBBCの取材チームとともに内戦の影響で地雷の多いアンゴラを訪問した。地雷原を歩く姿をマスコミに撮影させ、地雷問題への世界の関心を集めた。1996年12月にアメリカ元国務長官ヘンリー・キッシンジャーはダイアナを「今年の人道主義者」に選出しており、ダイアナはニューヨークでの授賞式に出席している。
1997年6月25日にはニューヨーク・マンハッタンで自分のドレスのオークションを行い、その売上金はエイズ・癌患者に寄付した。

### ハスナット・カーンとドディ・アルファイドとの二股交際

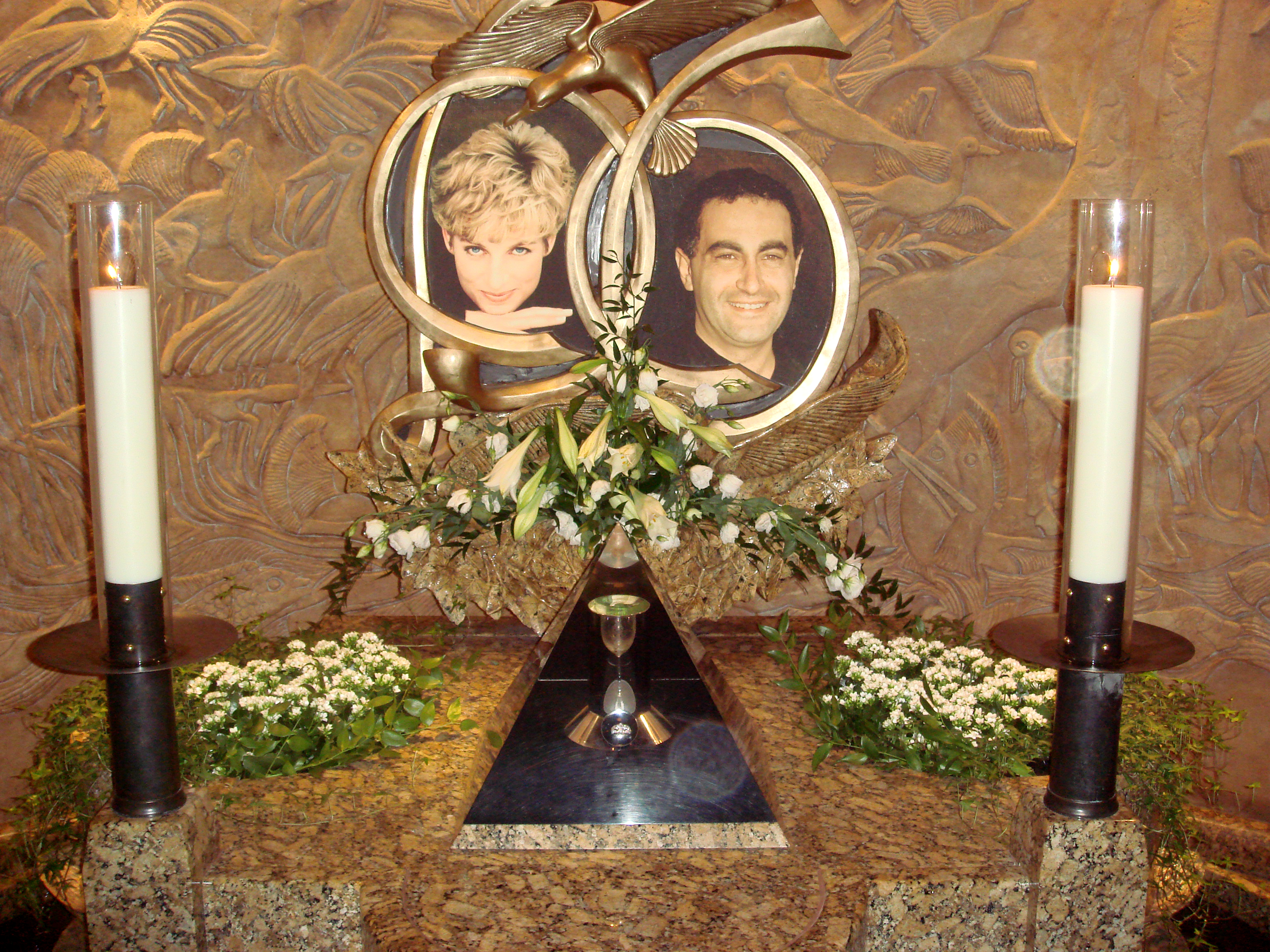
ハロッズにあるダイアナとドディ・アルファイドの追悼碑

1996年にはパキスタン人の心臓外科医ハスナット・カーンと交際を深めた。二人の交際は同年11月の『サンデーミラー』紙にも報道された。ダイアナは1996年と1997年5月の二度、パキスタンを訪問してハスナットの家族と会見している。またハスナットに二人の王子を紹介したという。
1997年7月、亡き父スペンサー卿や継母レインが親しくしていた、エジプト人の大富豪のモハメド・アルファイドが所有する南フランスのサントロペの別荘に招待された。モハメドはロンドンの老舗デパート「ハロッズ」のオーナーではあったものの、武器取引や詐欺、さらにハイチの独裁者のフランソワ・デュヴァリエと深い仲にあるなどの黒い噂があり、ダイアナの友人たちはこのような怪しい人物に関わらない方がいいと忠告したが、ダイアナは忠告に感謝しつつも聞き入れず、夏休み中の二人の王子とともに招待を受けることにした。
アルファイド家所有のクルーザーで地中海クルージングを楽しんだが、この際にダイアナは、モハメドと武器商人のアドナン・カショギの妹のサミラの間に出来た息子ドディと親しくなった。ドディは当時41歳の映画プロデューサーであり、アカデミー賞受賞作品『炎のランナー』を手掛けた人物だった。既に中年であるにもかかわらず父親から月10万ドルの仕送りを受けており、5台のフェラーリを所有するプレイボーイだった。ドディとダイアナの交際が深まると、モハメドはイギリス王室と親戚関係を持つ野望を公然と口にするようになった。
王子2人は7月20日にロンドンに帰国したが、ダイアナとドディは地中海のクルージングを続けた（一時的にダイアナは地雷キャンペーンのためにボスニアに行っている）。8月初めにはダイアナとドディのクルージングがマスコミによって写真に収められ、「ダイアナの新しい恋人」との報道が過熱した。
なお、ハスナットとの交際とドディとの交際は同時進行、つまり「二股交際」だったという。どちらが本命だったかは不明だが、ハスナットは2008年に行われたダイアナの死因究明審問の証言の中で「彼女が自分を裏切るはずはない」と述べており、ダイアナとドディが妊娠していたなどという噂は信じられないと主張している。

### パリで交通事故死

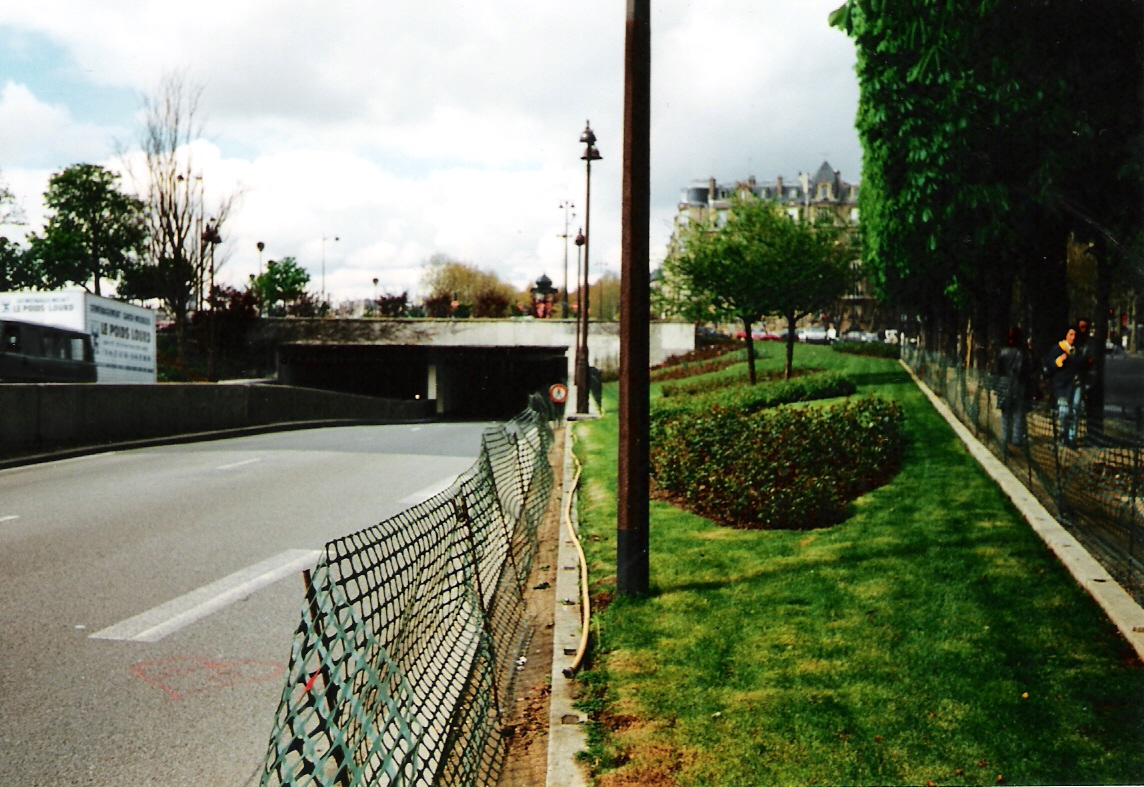
事故現場。パリ8区と16区境界上にあるアルマ広場下のトンネル。

1997年8月30日にダイアナとドディはチャーター機でパリ郊外のル・ブルジェ空港に到着した。宿泊予定のオテル・リッツ・パリから派遣された運転手とボディーガードに伴われて、5ツ星ホテルのリッツに入った。
このホテル滞在中にダイアナはウィリアム王子から電話を受けている。マスコミから単独での写真撮影を依頼されたことについての相談の電話だった。これが息子との最後の会話となった。この日の夜はドディとポンピドゥー・センター近くのレストラン「ブノワ」で夕食を取る予定だったが、マスコミがレストランで待ち受けていたので中止し、結局夜9時50分頃にホテルの部屋の中で夕食を取った。
その日の夜はドディのアパートで寝る予定だったが、ホテル外で待ち構えているマスコミの数が急増していたため、ドディとダイアナは囮の車を何台かホテル正面から出した後、8月31日に入った0時24分頃、ホテル裏口からメルセデス・ベンツ・S280で出発した。乗車していたのはダイアナとドディ、運転手アンリ・ポール、ボディーガードのトレヴァー・リース＝ジョーンズ（トレバー・リース・ジョーンズとも）の4人だった。4人を乗せた車は、追跡してきたマスコミの車をまこうと135キロから150キロという違法な猛スピードでコンコルド広場からアルマ広場へ向かったが、アルマ広場下のトンネルで他車と接触事故を起こし、これを避けようとして運転を誤り、中央分離帯のコンクリートに正面衝突した。シートベルトを締めていなかったドディとポールは即死し、ダイアナとジョーンズは重傷を負った（助手席のジョーンズただ1人が生き残る）。当初、この事故では生存したジョーンズのみがシートベルトを装着していたと一部メディアでは報道されたが、実際は搭乗者全員がシートベルトを装着していなかったことが後に明らかになった。
車を追跡していたマスコミたちと通りすがりの医師が第一発見者となった。医師が携帯電話で救急車を手配し、救急隊が到着するまで医師と一人のカメラマンがダイアナの応急処置にあたったが、それ以外のカメラマンたちは写真を撮ってばかりだった。彼らは殺人罪と緊急援助義務違反の容疑でフランス警察に逮捕された。救急隊は1時間かかって潰れた車の屋根を切って前部座席と後部座席に挟まれたダイアナを車外に出すことに成功し、最寄りのサルペトリエール病院へ搬送したが、ダイアナの頭部と胸部はひどい傷を負っており、すでに助かる見込みはなかった。意識を取り戻すことなく、午前4時頃に正式に死亡宣告を受けた。

### 哀悼・葬儀

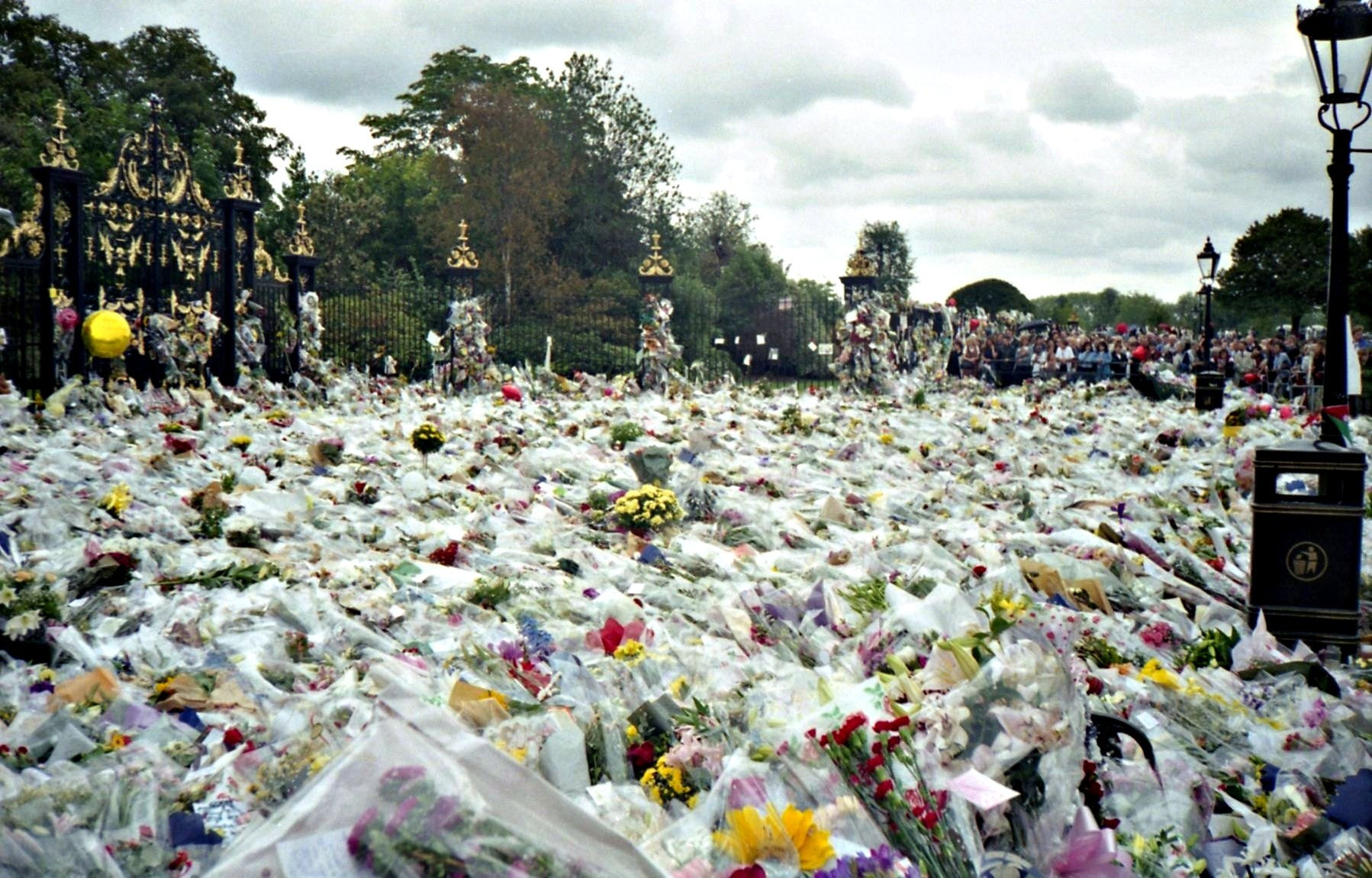
1997年9月1日、ケンジントン宮殿前に寄せられたダイアナ哀悼の花束

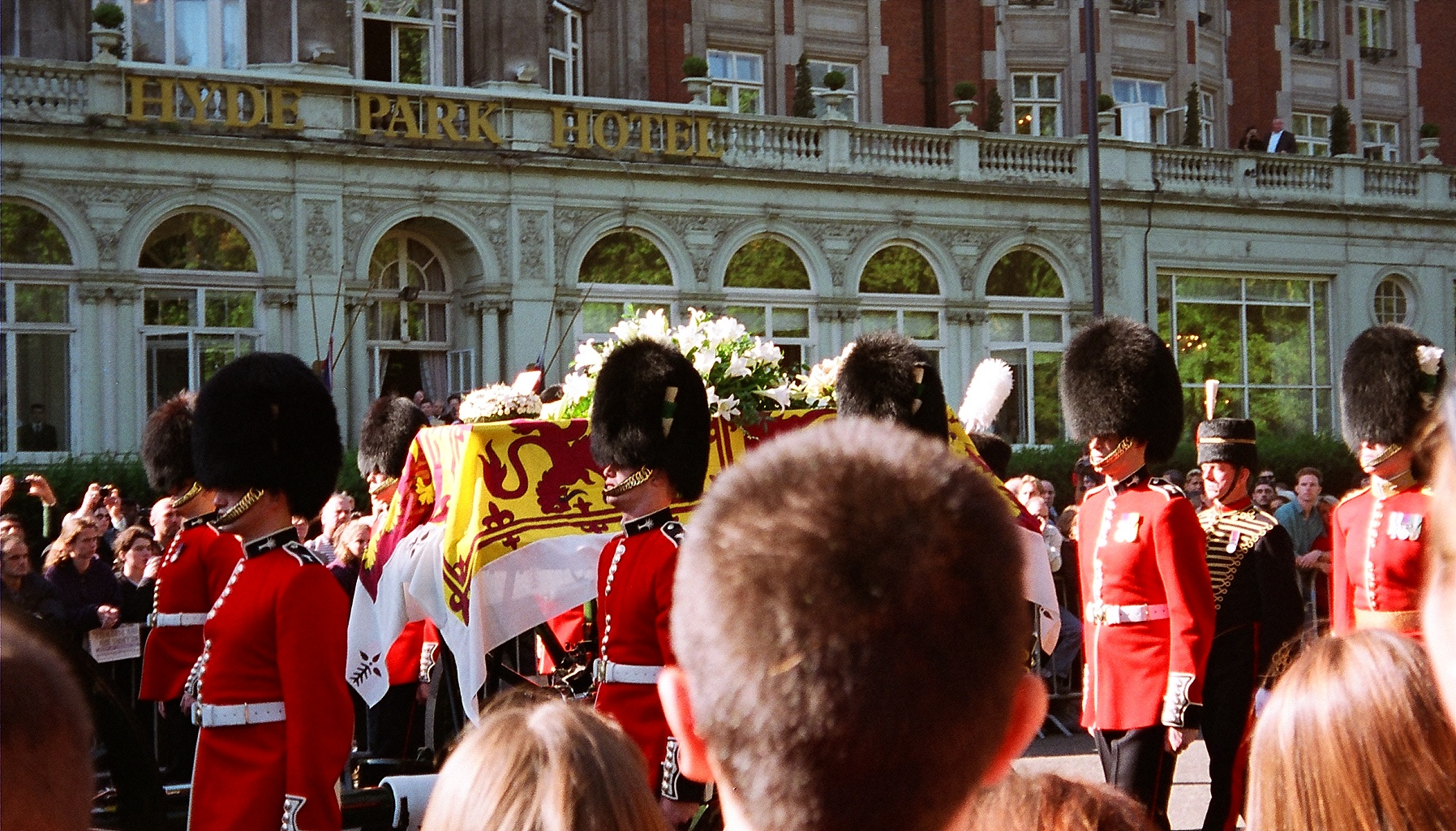
1997年9月6日のダイアナの王室国民葬の葬列。

事故があった際、女王と皇太子はバルモラル城に滞在しており睡眠中だった。侍従に起こされた二人は、ダイアナがパリで重傷を負ったことを知らされた。皇太子は王子二人を起こさず、一晩中ラジオのニュース速報で情報収集をしていた。そして朝起きてきた王子二人にダイアナの死を告げたという。それに対してウィリアム王子は「何かあったことは分かっていたよ。それで一晩中眠れなかったんだ」と述べたという。
皇太子はパリに行ってダイアナの遺体を引き受ける決心をした。女王は「ダイアナは離婚してウィンザー家を去った人です。遺体は民間の安置所に安置されるべきです」と主張して反対したが、時の首相トニー・ブレアの支持も得て皇太子は女王を説得した。ダイアナの姉二人とともに王室専用機でパリに飛んだ皇太子は、病院の緊急医療室に安置されたダイアナの遺体と対面した。皇太子は30分も元妃の亡きがらの前に立って涙を流したという。午後7時、皇太子はダイアナの棺を王室専用機の中に運ばせてフランスを発ち、王立空軍のノーソルト基地に帰国した。ダイアナの棺はそこからセント・ジェームズ宮殿へ運ばれた。
ブレア首相はダイアナの遺体がイギリスに戻る直前にダイアナについての演説を行い、「彼女は人々のプリンセスでした。そしてこれからも永遠に私たちの心と記憶に留まり続けるでしょう」と述べた。それを立証するかのように国民が次々とバッキンガム宮殿やケンジントン宮殿にやってきてダイアナのために献花し、宮殿前は無数の花束で埋め尽くされた。
一方バルモラル城の女王は平常通りの宮中運営を希望し当初は緊急にロンドンへは戻らず、特別な声明を出したり、バッキンガム宮殿に半旗を掲げることに反対した。しかし、ダイアナへの冷淡さに対して国民の批判が高まり王制廃止の声まで出るに至ったため、皇太子やブレア首相の説得を受け入れロンドンへ帰還し、テレビカメラの前で国民に向けた特別声明を発した。その声明の中で女王は「私は今から女王として、そして一人の祖母として、皆さんに心からお話したいと思います。まず、私自身ダイアナに弔意を捧げたいと思います。彼女は非凡で才能に恵まれた人でした。いい時も悪い時も彼女は決して笑顔を失うことなく、他人を温かく親切に励ましました。私は彼女のエネルギーと他人の関わり、特に二人の息子への専心ぶりにおいて彼女を称え、尊敬しておりました」と述べた。
1997年9月6日にはダイアナのための準国葬「王室国民葬」が取り行われた。大砲の台車に乗せられたダイアナの棺は、葬列を伴ってウェストミンスター寺院へ運ばれた。棺のすぐ後ろにはチャールズ皇太子、ウィリアム王子、ヘンリー王子、皇太子の父エディンバラ公フィリップ、ダイアナの弟スペンサー伯爵チャールズが歩いた。バッキンガム宮殿では女王が外に出てダイアナの棺を見送り、頭を下げて弔意を示した。イギリス王室史上前例のないことだがバッキンガム宮殿には国旗が半旗として掲げられた。
ウェストミンスター寺院には2000人の会葬者が集まっており、その中にはマーガレット・サッチャー元首相やアメリカ大統領夫人ヒラリー・クリントン、映画監督スティーヴン・スピルバーグ、俳優トム・クルーズ、トム・ハンクス、アーノルド・シュワルツェネッガーなどもいた。
葬儀が終わるとダイアナの棺は、スペンサー伯爵家の地所オルソープへ移送され、湖の中に浮かぶ小島（通称「ラウンド・オーバル島」）の中に葬られた。ただし、遺骨が盗まれることを防ぐため、小島のどこに葬られたかは一切公表されず、埋葬の位置を示す墓碑も建てられていない。
2004年にはハイド・パークにダイアナ妃記念噴水が作られた。ダイアナの死から10年たつ2007年7月1日にはウィリアム王子とヘンリー王子が母を追悼するコンサート「コンサート・フォー・ダイアナ」をウェンブリー・スタジアムで主催している。6万3000人の観客を前にダイアナの友人だったエルトン・ジョンはじめイギリスの歌手たちが曲を披露した。また命日の8月31日にはウィリアム王子が入隊している陸軍近衛騎兵連隊ウェリントン兵舎の礼拝堂ガーズ・チャペルでウィリアム王子とヘンリー王子主催の追悼礼拝が開催され、女王や皇太子、ゴードン・ブラウン首相などが臨席した。この席でウィリアム、ヘンリー両王子は「母は多くの人を幸せにし、世界中で最高の母でした」とスピーチしている。
- オルソープにあるダイアナの慰霊碑。
- ダイアナの事故現場の真上にあるモニュメント「自由の火（フランス語版、英語版）」。ダイアナの死後に半ば慰霊碑化した。
- ハイド・パークのダイアナ妃記念噴水（英語版）
- ハロッズにあるダイアナとドディの銅像。

## 人物

### 息子たちの自由のために
ダイアナはなるべく二人の王子を普通の子供のように育てたかった。ダイアナはよく王子二人とともにケンジントン宮殿近くのマクドナルドにハンバーガーやフライドポテトを食べに行った。店長がびっくりして最前列へ案内しようと近づいてきた際、ダイアナは「しーっ」と制したという。ダイアナと王子二人の最後の親子団欒となった1997年8月初旬も、三人はスティーヴン・スピルバーグ監督の映画『ロストワールド』を鑑賞して過ごしたのだった。
こうした彼女の庶民的子育ては、王室の伝統への反逆と看做された。ダイアナの葬儀の際、ダイアナの弟スペンサー卿も「私たち血縁者はあらゆる努力を尽くして貴女の二人の素晴らしい息子たち、貴女が想像力と愛情を注いで育てあげたこの少年たちを育てていくことを誓います。貴女が望んだように彼らの魂が伝統と義務を受け継ぐだけではなく、自由に歌うことができるように」と姉の霊前に誓いを立てている。

### 他者への愛

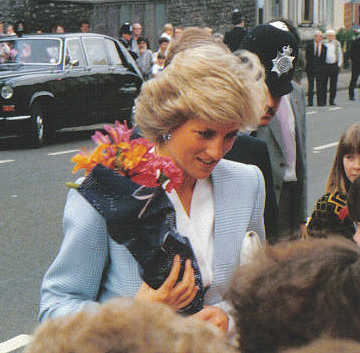
1987年5月、ホワイトホールのコミュニティセンターのオープニングセレモニーで沿道の人々と話すダイアナ。

ダイアナは少女時代から勉強はまるでダメだったが、気質の優しい娘だった。スペンサー家3姉妹が入学したウェスト・ヒース校の校長ルース・ラッジは「スペンサー家3姉妹のことはよく覚えています。3人とも性格が違っていました。ダイアナは上の二人ほど頭はよくなかったですが、一番気持ちの優しい子でした。小さい子が好きで、すぐに仲良しになれるのです。学校の近くにある施設に障害児のお世話によく通っていました。どうしてあげれば喜ばれるかを心得ていて、楽しそうに進んでお世話していました」と述懐している。ウェスト・ヒース校でダイアナは社会福祉活動の功績を称えられて学校から「ミス・クロース・ローレンス賞」を贈られている。この学校での社会奉仕経験で彼女は他者への献身という自らの特性を発見したという。
映画『ダイアナ』の監督オリヴァー・ヒルシュビーゲルは「彼女は愛を受けずに育ったので、小さいときから愛されたい、受け入れられたい、という気持ちが強かった」「とても無垢でもあり、必要としている人には何でも与えようとしていた」好意的に評している。
別居・離婚の結果、王室の公務と国民への奉仕の義務から解放されたダイアナは、その代わりに精力的な慈善事業家になっていく。特にダイアナが熱心に取り組んだのが地雷除去問題だった。ダイアナが地雷問題に関心を持ったのは、アッテンボロー卿が監督を務める映画『ラブ・アンド・ウォー』のチャリティー初上演会に招待され、地雷の民間人に与える影響に衝撃を受けたのがきっかけだった。そして英国赤十字社のマイク・ウィットラム事務総長から地雷除去キャンペーンへの協力を要請されたため、協力を約束したのだった。内戦の爪痕が残るボスニアを訪問した際、ダイアナはサラエヴォの墓地で息子の墓参りをする女性と抱き合った。その光景を見たジャーナリストのディーズ卿は「こんなことが他の誰にできるだろうか。誰にもできはしない」という感想を書いている。
地雷問題は政治的な問題でもあり、ダイアナの運動は保守党政権の反発を買っていたが、彼女は「私は人道主義者です。今までもずっとそうでしたし、今後もそうあり続けます」と述べてそうした批判を一蹴していた。彼女の地雷除去キャンペーンは1997年に成立したブレア労働党政権を動かし、またアメリカのクリントン政権にも影響を与えたという。彼女の死から3カ月後に対人地雷禁止条約が締結されている。しかしその反面、武器取引に関わっていたアルファイド家との交流には何の躊躇もなかった。

### 過食症
1995年のBBCの番組のインタビューでダイアナは何年も過食症に苦しんでいることを明らかにした。過食症はストレスで心が空虚になるのを過食で満たそうとするが、その後嘔吐し、するとまた胃と心が空虚になってきて過食をするという病気である。
ダイアナはインタビューの中で「プレッシャーに影響されました。公務で外出する日は胃も心も空虚になって帰宅するのが常でした。その頃私は瀕死の人や重病者、結婚生活に悩む人と関わっておりましたが、帰宅すると先ほどまでたくさんの人を慰めていたのに、自分自身をどう慰めたらいいか分からず、冷蔵庫の中の食べ物を胃の中に流し込むのが習慣になってしまったのです」「一日に4回か5回、時にはそれ以上お腹一杯に食べます。すると気分が楽になります。二本の腕で抱かれているような気分になるのです。でもそれは一時的なものです」とその苦しみを語っている。
しかしウェストヒース学校の同級生の証言によればダイアナは学生時代から大食いで太り気味だったという。マスコミから注目されるようになってから、太って見えないかを気にするようになり、過食した後に吐き出すという独自の「ダイエット法」を行うようになったという。侍従にも「すごくいいダイエット方法を見つけたの。好きなだけ食べて、その後でこうするだけ」と言って、吐くジェスチャーをして見せたことがある。これが過食症の直接の原因で王室生活のストレスでどんどん悪化していったという流れのようである。
心理学者バジル・パンツァー博士は「二人の女友達と暮らすフラットから宮殿に移ることは誰にとっても大きな変化である（略）精神医学の対象として彼女を見ると、こうした変化の後で心の病の症状が現れたことが分かる。摂食障害だ。よくある過食症の症例である。（略）ふっくらした10代の少女から体重不足の痩せた女性に変わっていった」「義務を果たすことに慣れていないのだろう。（略）立ち向かえずにプレッシャーに押しつぶされてしまう」と分析している。

### 「シャイ・ダイ」
ダイアナは恥ずかしそうに上目づかいでしゃべったり内気に見える時があり、「シャイ・ダイ（Shy Di）」という渾名があった。
ただダイアナ自身や身近な人々は内気ではないと主張する。ダイアナは「マスコミがどうしてシャイ・ダイなんて言葉を思いついたのか分からない。私は昔から内気だったことなんてない」と述べている。友人のサイモン・ベリーは「マスコミが内気と誤解したのは彼女が慎重でどう出るか決めるまでは控えめな態度を取って内心を悟られないようにしたからでしょう。（略）でもそれは内気さとは関係ないわ。用心と計算と打算かしら。自信がある無しの問題でもない。自分がそうしたいと思ったらためらうような人ではなかったから」と述べている。またダイアナの継母レインの母バーバラ・カートランドも「マスコミが誤解したのは彼女がうつむいて猫背で歩くからだけど、あれは背の高さをカバーしているだけ。内気さとは関係ないわ」と主張している。

### 無言電話疑惑
1994年8月の『ニュース・オブ・ザ・ワールド』誌はダイアナの無言電話疑惑を報じた。それによればダイアナの不倫相手であるジェームズ・ヒューイットのガールフレンドとダイアナとの関係が噂される人物の一人である美術商オリヴァー・ホー（Oliver Hoare）が何者かから無言電話を受けたが、被害届を受けた警察が調査したところその発信元はダイアナのケンジントン宮殿であったという。
これに対してダイアナは8月22日の『デイリー・メール』において自分を陥れるために何者かが仕組んだことであり、自分は無言電話のあった時間帯にケンジントン宮殿にいなかったとアリバイを主張して疑惑を否定したが、後にこのアリバイが崩れたため、疑惑が拡大した。この疑惑によってダイアナのイメージが一時期かなり悪くなった。
なおダイアナは1995年11月のBBCのインタビューの際にも無言電話疑惑を否定しており、「私が調べたところ、それは若い男性がかけたことが分かっています」と述べている。

### スピリチュアル、セラピー

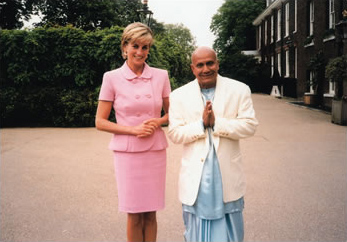
1997年5月29日、ケンジントン宮殿前のダイアナと霊能者シュリ・チンモイ。

ダイアナは1986年から6年に渡って占星術師ペニー・ソーントン（Penny Thornton）と親しく付き合い、以降占星術や霊的な物に関心を持つようになった。ペニーによればダイアナはもともと「霊的な人間」であるといい、自分はダイアナにそのチャンネルの存在を気付かせ、霊感を伸ばすよう忠告しただけとペニーは主張している。
やがてペニーが「皇太子妃の占星術師」の立場を利用し始めたため（ペニーは1995年にダイアナの結婚生活の暴露本『ダイアナ ペニー・ソーントンより愛をこめて』（ISBN 978-0-6718-9186-2）を出版している）、ペニーとは手を切ったが、ダイアナの占星術への興味は続いた。ダイアナは占星術師にかなりの金額を使ったようである。無言電話疑惑でダイアナ人気が落ちた際に反撃に出たチャールズ皇太子は、ダイアナがファッションやカウンセリングのために使っている金額が尋常ではないことを国民に公表したが、それによればダイアナは占星術師と心理療法家に年間650万円支払っているという。これに対してダイアナは皇太子がポロのために注ぎ込む巨額に比べたら微々たる金額と反撃している。
晩年の3年ほどはセラピストとの予定が多かったという。結腸洗浄療法士クリシー・フィッツジェラルド、心理療法士スージー・オーバック、薬草医アイリーン・ウィッタカー、精神治療医シモーネ・シモンズ、鍼治療師リリー・ファ・ユーの治療をよく受けていた。特にファ・ユーの鍼治療はダイアナのストレスを軽減するのに効果的だったといい、ダイアナは彼女のことを「奇跡の人」と呼んでいた。
ダイアナの伝記を書いたアンドリュー・モートンは「生前ずっと彼女は議論や討論ではなく、本能や直感に導かれていた。一本の川のような流れが彼女を占星術師や霊能者、占い師、療法家などの世界に誘った」と評している。しかしこのような科学的に根拠が無い「オカルト」かつ、きわめて個人的な事柄に国費を注いだことに関する批判も多い。

### ファッション

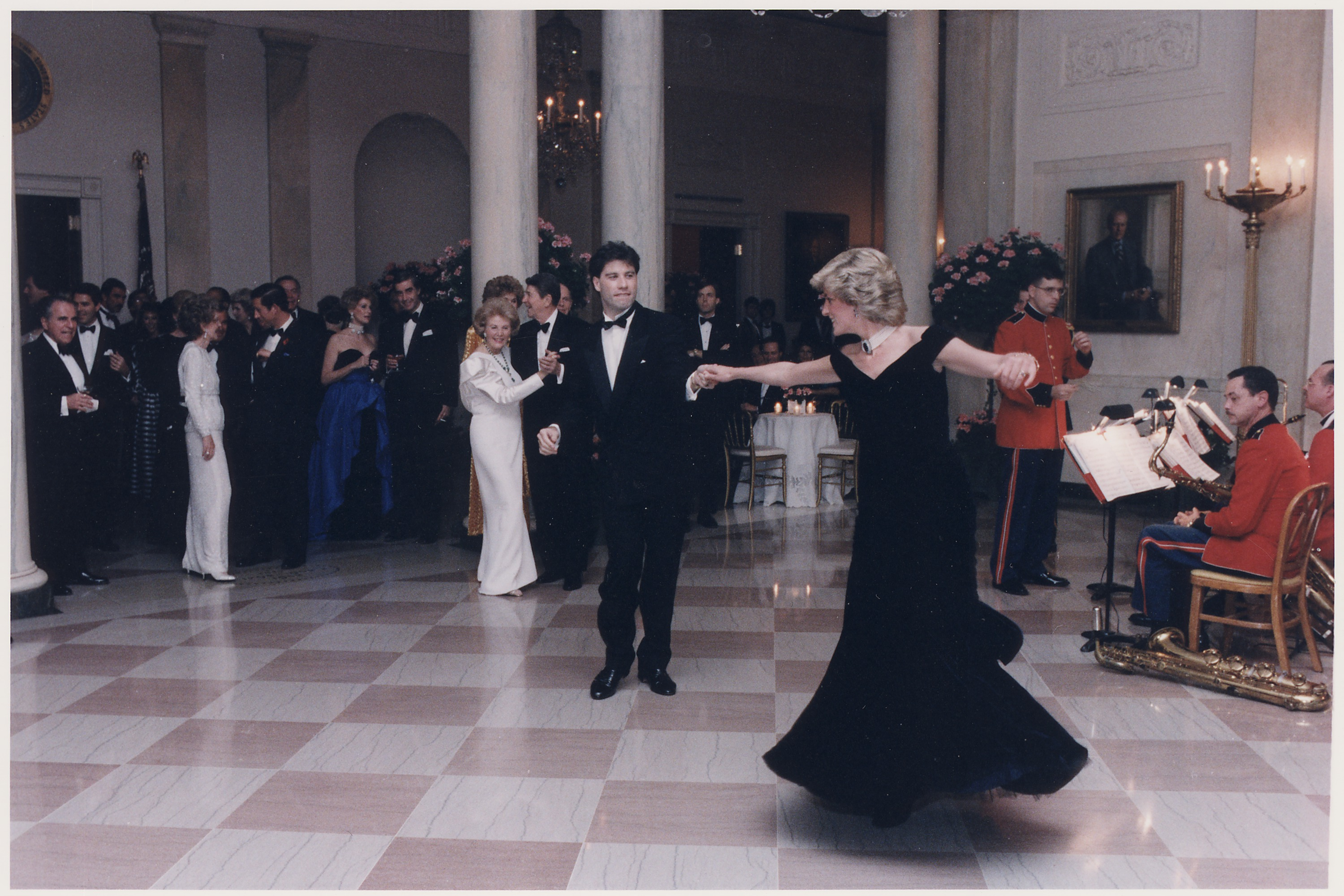
1985年11月9日の訪米時、ホワイトハウスでジョン・トラボルタとダンスを踊るダイアナ。

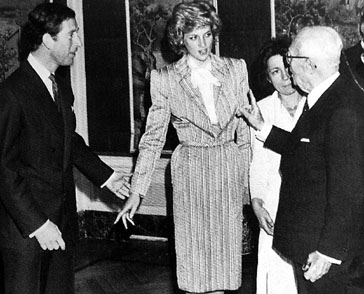
1985年のイタリア訪問時、アレッサンドロ・ペルティーニ大統領と会見するダイアナとチャールズ皇太子。

自己顕示欲が強いダイアナは自分の記事の切り抜きを集めさせており、どうすれば美しく写真を撮られるかをモデル並みに研究していた。美容師を毎朝宮殿に召集し、海外訪問にも同行させていた。化粧は自ら行い、メイクアップが整うまで誰にも顔を見せなかった。
一番気を使っていたのはファッションだった。婚約時から結婚後最初の数年間はファッション雑誌『ヴォーグ』の編集員アンナ・ハーヴィがダイアナ専属のスタイリストとして服を選んでいた。彼女を通じてダイアナは様々なイギリスのデザイナーと知己になった。とりわけ彼女が愛したのはキャサリン・ウォーカ―のデザインした服とフィリップ・サマーヴィル（Philip Somerville）のデザインした帽子だった。1985年と1992年にイギリス女性を対象に行われた世論調査によれば、「最も似たい女性」の一位はダイアナであったという。
英国ファッション界に貢献したいと考えていたダイアナは公的な場では英国製の服を着ることが多かった。しかし「私服」として外国ブランドの服も集めていた。外国ブランドで彼女が愛したのは、フランスのシャネルとイヴ・サンローラン、イタリアのモスキーノ、西ドイツのエスカーダである。公務であっても外国訪問の場合にはこれらの服を着ていくこともあった。たとえば1980年のフランス訪問ではシャネル、1987年の西ドイツ訪問ではエスカーダを着ている。フランスでも西ドイツでもダイアナのファッションセンスに喝采が贈られたという意見もある一方、イギリスの王族がかつてナチス・ドイツの諜報員であったココ・シャネルの服を安易に着ることに対するイギリス、フランス両方からの批判もあった。
ダイアナの服の購入は洋服店の開店前、あるいは閉店後に特別な手配がなされるのが一般的だったが、突然思い立って警官の護衛で買い物に出ることもあった。皇太子妃が来店したと聞いた支配人は慌てて飛び出してきて、あれこれ気を使いだすことが多かったが、そういう時ダイアナは「私は皆さんに迷惑をかけたくありません。ただ普通の人と同じように買い物をしたいだけです。どうか大袈裟に騒がないでくださいな。」と答えたという。ちなみにダイアナが公的な場に出るための衣装は王室費から、個人的な衣装はチャールズ皇太子の個人的収入（コーンウォール公領の収入）から支払われていた。
ジェフ・バンクスが毎週ホストをしているBBCテレビのファッション番組『ザ・クローズ・ショー』は、ダイアナのお気に入りの番組だった。番組の中でジェフ・バンクスはダイアナのファッションについて「彼女は華麗さと実用性の妥協点を見出しました。王族の服にはある種の公式が必要で、それがダイアナ妃の服装が時々古臭く見える唯一の原因です。腰丈のジャケットとスカートという組み合わせは彼女にとって着心地がよく、何の心配もなく着ていられるに違いありません。これは生涯、様々な人と会って過ごし、しかもそのなかには鑑識眼の鋭い人もいるのに、常に一分の隙もない恰好をしていなければならないという人には極めて重要なことです」と評している。
マリー・クヮントのファッションデザイナーのエルカ・フンデルマルクは「（ダイアナのファッションが）イギリスのファッション業界に与えた影響は、幾ら述べても誇張ではないわ。彼女のおかげで80年代のイギリスのデザイナーたちは国際的な舞台で活躍できたんですもの。それに彼女はたった一人で王侯貴族の女性の服を一新させたわ。ダイアナが登場するまで彼女たちはいつも決まった服しか着なかったし、ケント公妃のようなおしゃれな人でも控え目な色の服に、いつも大きな帽子と白い手袋を身に着けていた。まったくもって退屈でつまらない服装だった。だけど今では誰もがおしゃれな帽子と派手で大胆な色の組み合わせを身に付けている。女王でさえ、服装に合わせて黒や赤の手袋をするようになったのよ。これはファッション革命よ。ダイアナのおかげだわ」と述べている。

## 人気
2002年にBBCが行った「100名の最も偉大な英国人」の世論調査ではウィンストン・チャーチルとイザムバード・キングダム・ブルネルについで3位になった。
2013年9月にアメリカのCBSニュース番組『60 Minutes』と雑誌『ヴァニティ・フェア』が共同で行ったアメリカ世論調査によれば「生き返ってほしい有名人」の第1位はダイアナであったという。全得票の35%も得ている。ちなみに2位はAppleCEOのスティーヴ・ジョブズ（全得票の14%）だった。
ダイアナは世界で一番多く写真を撮られ、記事にされた人間だったと言われている。

## 来日

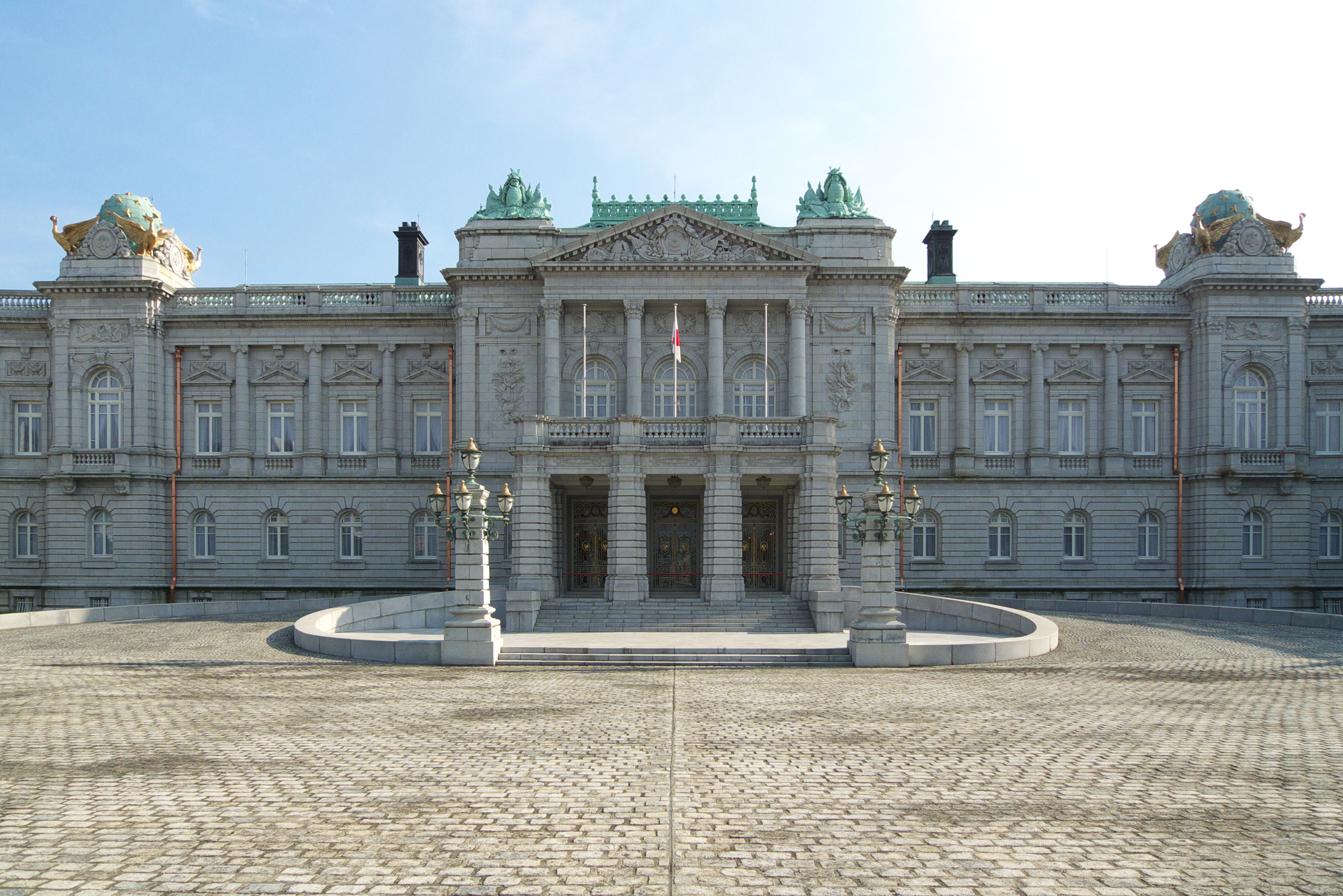
東京にいる間、ダイアナが過ごした赤坂・迎賓館。

ダイアナは生涯に3度来日している。最初は1986年（昭和61年）の公式訪問、2度目は1990年（平成2年）の上皇明仁の即位の礼への出席、3度目は1995年（平成7年）の英国赤十字社副会長としての来日である。この来日時には第二次世界大戦のコモンウェルスの無名戦士墓地に献花をしている。20年後、長男ウィリアムが来日献花をしているが、亡き母の献花を報ずる日本の新聞のスクラップが記帳の際に用意された。初回目と2回目の来日はチャールズ皇太子とともに、3度目の来日は一人でだった。
とりわけ1986年（昭和61年）の最初の公式訪問は、日本に「ダイアナフィーバー」と呼ばれる社会現象を巻き起こしたことで知られる。そのブームに乗じて日本の日本テレビ系列で1986年5月1日に放送された特別番組『華麗!!ダイアナ妃のすべて見せます』では、少女時代のダイアナを主人公としたオリジナルアニメ『虹のかなたへ! 少女ダイアナ物語』が放送されている。キャストはダイアナ（島本須美）、ダイアナの祖母レディ・ファーモイ（麻生美代子）、ダイアナの父（徳丸完）、ダイアナの母（上田みゆき）、チャールズ皇太子（堀内賢雄）等。その後のソフト化は行われていない。
最初の公式訪問は以下の通りだった。
5月8日午後7時40分、英国王室機で大阪国際空港に到着したダイアナとチャールズ皇太子は、英語が得意な浩宮徳仁親王の出迎えを受け、その日の宿泊先である京都の大宮御所に案内された。
翌5月9日にダイアナが着た衣装は訪日用に作った日の丸の水玉ドレスだった。同日午前に徳仁親王の案内で修学院離宮を見学したダイアナは、「大宮御所のインテリアも修学院の庭園も美しい」と感想を述べた。午後には二条城を訪問し、裏千家家元の第15代千宗室、元皇族の千容子（三笠宮崇仁親王次女。第16代千宗室に嫁いだ）らとともに茶道を楽しんだ。東山の料亭「つる屋」では懐石料理を箸を使って食べた。ダイアナも皇太子も接待の舞妓の化粧や髪形を面白がっていたという。
5月10日午前に大阪や神戸を訪問し、午後には大阪国際空港から東京・羽田空港へ飛んだ。羽田では明仁親王と秩父宮妃勢津子の出迎えを受け、元赤坂の迎賓館に案内された。迎賓館で中曽根康弘首相らを引見した。午後8時には東宮御所に入り、皇太子明仁親王、皇太子妃美智子、浩宮徳仁親王、紀宮清子内親王との内輪の晩餐会に参加した。晩餐を終えて別れる際に皇太子妃美智子はダイアナにキスをしており、ダイアナもお礼に皇太子妃美智子にキスをしている。
5月11日午前に東京観光したチャールズ皇太子夫妻は、お昼に訪問先の青山のホンダ本社から元赤坂の迎賓館までの2.3キロの道路をオープンカーでパレードした。沿道には皇太子夫妻を一目見ようと9万人もの日本人が殺到した。この10日前に皇太子夫妻の訪日に反対する過激派が迎賓館に向けて迫撃砲を撃ち、その弾が青山通りのカナダ大使館の近くに落ちるという事件が発生していたが、皇太子夫妻はその曰くつきのカナダ大使館前の地点ですっと立ちあがって観衆に向かって手を振っている。迎賓館でダイアナは秩父宮妃や高円宮妃久子から生け花を教わった。市松人形をプレゼントされた際には「For me?」を3回繰り返すなど嬉しそうであったという。夕方には寬仁親王夫妻の案内で両国国技館を訪問し、大相撲を観戦をした。観戦後には大関大乃国と関脇小錦を引見したが、この際にダイアナは大乃国が「体重199キロです」と述べたのに驚いている様子だった。また小錦のお腹を突きながら「これは本物？」とジョークを述べて場を和ませた。
5月12日には皇太子とともに国会や歌舞伎座などを訪問。歌舞伎座では『勧進帳』を観劇した。観劇後には市川團十郎や尾上菊五郎らを引見している。
訪日のフィナーレを飾ったのは5月13日夜に皇居・豊明殿で行われた昭和天皇主催の宮中晩餐会だった。チャールズ皇太子夫妻は公賓として来日していたが、日英両国の歴史的に深い絆から国賓待遇での接遇となった。皇太子夫妻は、晩餐会に先立って昭和天皇と会見しており、その席で昭和天皇は皇太子夫妻に九谷焼の壺を、皇太子夫妻は昭和天皇が好きな海洋生物学の本をそれぞれ贈呈し合った。ダイアナは宮中晩餐会にロイヤルブルーのイブニングドレスで出席した。そのドレスについてダイアナは昭和天皇に「ロンドンでユキ（ロンドン在住の日本人デザイナーの鳥丸軍雪）に日本の絹で作れ、と言われて高い物になりました」と説明している。晩餐会の料理を手がけた宮内庁大膳課は、京都でダイアナが日の丸をモチーフにした水玉ドレスを着用した返礼をと考え、デザートのブラマンジェに丸くくりぬいた赤いゼリーをいくつか貼り付けた。供されたものを一目見たダイアナは、そのアレンジに手を叩いて喜んだという。晩餐会を終えた後の午後9時27分に羽田空港から帰国の途についた。6日にわたる訪日だった。

## 事故死をめぐる陰謀論

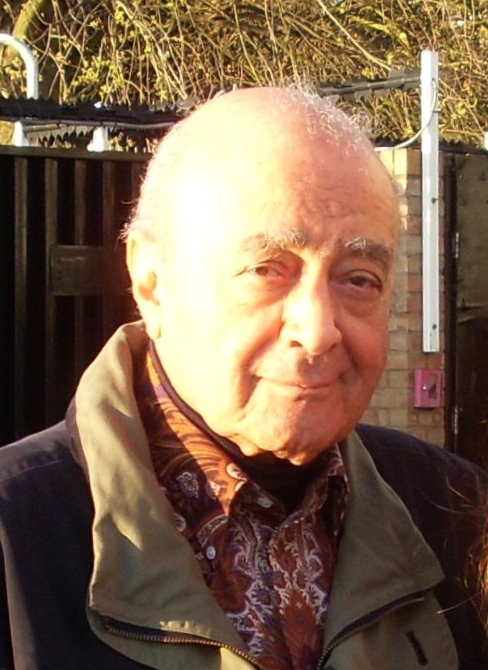
陰謀説を唱えるモハメド・アルファイド。

ダイアナ妃の事故死について、ダイアナがドディ・アルファイドとの結婚を機にイスラム教に改宗する恐れがあり、未来の英国王（国教会首長）の母親がイスラム教徒という事態を防ぐため、あるいはダイアナがドディの子を身ごもっていて、アルファイド一族が未来の英国王の異父兄弟になることを阻止するため、イギリス政府が暗殺したとする陰謀論がある。
これを初めに主張し出したのは当時カダフィ大佐の独裁体制下に置かれていたリビア政府であり、ダイアナの死後24時間以内には陰謀説を流し始めている（当時イギリス政府とリビア政府はパンアメリカン航空103便爆破事件のリビア人犯人の裁判管轄をめぐって激しく争っていた）。やがてドディの父モハメドもカダフィーの陰謀説に乗り始め、「99.9%、確実にダイアナとドディは殺された。その理由はイギリス支配層が息子のことをニガーと看做したからである」と主張しだした。彼は主犯を「人種差別主義者」エディンバラ公フィリップと断定し、1998年2月の『デイリー・ミラー』紙で陰謀説を訴えた。これがITVに特番『ダイアナ 最後の日々』としてドラマ化されたため、一時多くの国民が陰謀説を信じ込むようになった。
しかしダイアナの検死ではダイアナは妊娠していないとされている。またダイアナとドディのギリシャ旅行前に月経前緊張症でダイアナを診察したリリー・ファ・ユー博士もダイアナは死の2週間前に月経を迎えており、妊娠は生物学的にあり得ないと指摘している。
またコリン・キャンベルによればフランス警察筋は「陰謀説のことだが、実にくだらない。ダイアナとドディがどんなルートを取るかなど誰も知らなかったのだから。場所も車種も知らず衝突事故を目論むなど土台無理な話だ」「ダイアナとドディがシートベルトを着用していたら一命を取り留める可能性はかなり高かった。特にダイアナはね。被害者が生き残りそうな、しかも結果がどう転ぶかわからない事故を企てる奴がどこにいるのか。もしダイアナとドディを殺すつもりなら1週間前に彼らが泳いでいた時に実行しているだろう。潜水工作員を一人か二人送り込んで標的の足を掴み、溺死するまで離さず、死んだら手を離す。文句のつけようがない筋肉の腓返りによる事故死ということになる」と述べたという。
ダイアナの伝記を書いたティナ・ブラウンは「ポールも、ドディも納得して車に乗ったのだし、パパラッチのバイクや車が猛スピードで走行し、状況が刻一刻と変化していた。そういう中で事前に事故を計画したグループが存在したかのように語るのは、かなりのつじつま合わせが必要となるだろう」と述べている。
ダイアナの死についてはイギリスでも10年に及ぶ調査と裁判が行われた。裁判ではモハメドが証言台に立って陰謀論を展開し、エディンバラ公を「陰謀公爵」と批判し、また陰謀論に都合の悪い存在（生き残ったボディーガードのジョーンズ、ドディの元愛人ケリー・フィッシャー、ダイアナの恋人ハスナット）も「陰謀の加担者」と批判したが、モハメドの証言は裁判で次々と論破されていった。裁判により「現場から消えた白いフィアット・ウーノの事件への関与」も「トンネルでのまばゆい閃光」もないことが確定し、ついにはモハメドの弁護団も陰謀説を裏付ける証拠がないことを認めざるを得なくなり、2008年4月7日の陪審でダイアナの死は「過失による交通事故死」という公式結論が出されるに至った。
2013年8月17日のイギリス陸軍特殊部隊「SAS」所属の狙撃兵ダニー・ナイチンゲールの裁判で、SASがダイアナ元妃殺害に関与したとする情報が出てきて再び波紋が広がり、ロンドン警視庁がこの情報の信憑性を確かめるための裏付け捜査を行った。その結果、ロンドン警視庁は同年12月17日に新情報を裏付ける証拠は何もなく信用性なしとの結論を出している。

## 系図
| \| \| \| \| \| \| \| \| \| \| \| \| \| \| \| \| \| \| \| \| 16. 第4代スペンサー伯爵フレデリック・スペンサー \| \| \| \| \| \| \| \| \| \| \| \| \| \| \| \| \| \| \| \| \| \| \| \| \| \| \| \| \| \| \| \| \| \| \| \| \| \| \| \| \| \| \| \| \| \| \| \| \| \| \| \| \| \| 8. 第6代スペンサー伯爵チャールズ・スペンサー \| \| \| \| \| \| \| \| \| \| \| \| \| \| \| \| \| \| \| \| \| \| \| \| \| \| \| \| \| \| \| \| \| \| \| \| \| \| \| \| \| \| \| \| \| \| \| \| \| \| \| \| \| \| 17. アデレイド・ホラティア・エリザベス・シーモア (初代ハートフォード侯爵フランシス・シーモア＝コンウェイの曾孫) \| \| \| \| \| \| \| \| \| \| \| \| \| \| \| \| \| \| \| \| \| \| \| \| \| \| \| \| \| \| \| \| \| \| \| \| \| \| \| \| \| \| \| \| \| \| \| \| \| \| \| \| \| \| 4. 第7代スペンサー伯爵アルバート・スペンサー \| \| \| \| \| \| \| \| \| \| \| \| \| \| \| \| \| \| \| \| \| \| \| \| \| \| \| \| \| \| \| \| \| \| \| \| \| \| \| \| \| \| \| \| \| \| \| \| \| \| \| \| \| \| 18. 初代レヴェルストーク男爵エドワード・ベアリング \| \| \| \| \| \| \| \| \| \| \| \| \| \| \| \| \| \| \| \| \| \| \| \| \| \| \| \| \| \| \| \| \| \| \| \| \| \| \| \| \| \| \| \| \| \| \| \| \| \| \| \| \| \| 9. マーガレット・ベアリング \| \| \| \| \| \| \| \| \| \| \| \| \| \| \| \| \| \| \| \| \| \| \| \| \| \| \| \| \| \| \| \| \| \| \| \| \| \| \| \| \| \| \| \| \| \| \| \| \| \| \| \| \| \| 19. ルイーザ・ブルティール \| \| \| \| \| \| \| \| \| \| \| \| \| \| \| \| \| \| \| \| \| \| \| \| \| \| \| \| \| \| \| \| \| \| \| \| \| \| \| \| \| \| \| \| \| \| \| \| \| \| \| \| \| \| 2. 第8代スペンサー伯爵ジョン・スペンサー \| \| \| \| \| \| \| \| \| \| \| \| \| \| \| \| \| \| \| \| \| \| \| \| \| \| \| \| \| \| \| \| \| \| \| \| \| \| \| \| \| \| \| \| \| \| \| \| \| \| \| \| \| \| 20. 第2代アバコーン公爵ジェイムズ・ハミルトン \| \| \| \| \| \| \| \| \| \| \| \| \| \| \| \| \| \| \| \| \| \| \| \| \| \| \| \| \| \| \| \| \| \| \| \| \| \| \| \| \| \| \| \| \| \| \| \| \| \| \| \| \| \| 10. 第3代アバコーン公爵ジェームズ・ハミルトン \| \| \| \| \| \| \| \| \| \| \| \| \| \| \| \| \| \| \| \| \| \| \| \| \| \| \| \| \| \| \| \| \| \| \| \| \| \| \| \| \| \| \| \| \| \| \| \| \| \| \| \| \| \| 21. メアリ・アンナ・カーゾン＝ハウ（英語版） (初代ハウ伯爵リチャード・カーゾン＝ハウの娘) \| \| \| \| \| \| \| \| \| \| \| \| \| \| \| \| \| \| \| \| \| \| \| \| \| \| \| \| \| \| \| \| \| \| \| \| \| \| \| \| \| \| \| \| \| \| \| \| \| \| \| \| \| \| 5. レディ・シンシア・ハミルトン（英語版） \| \| \| \| \| \| \| \| \| \| \| \| \| \| \| \| \| \| \| \| \| \| \| \| \| \| \| \| \| \| \| \| \| \| \| \| \| \| \| \| \| \| \| \| \| \| \| \| \| \| \| \| \| \| 22. 第4代ルーカン伯爵チャールズ・ビンガム（英語版） \| \| \| \| \| \| \| \| \| \| \| \| \| \| \| \| \| \| \| \| \| \| \| \| \| \| \| \| \| \| \| \| \| \| \| \| \| \| \| \| \| \| \| \| \| \| \| \| \| \| \| \| \| \| 11. レディ・ロザリンド・ビンガム（英語版） \| \| \| \| \| \| \| \| \| \| \| \| \| \| \| \| \| \| \| \| \| \| \| \| \| \| \| \| \| \| \| \| \| \| \| \| \| \| \| \| \| \| \| \| \| \| \| \| \| \| \| \| \| \| 23. セシリア・キャサリン・ゴードン＝レノックス (第5代リッチモンド公チャールズ・ゴードン＝レノックスの娘) \| \| \| \| \| \| \| \| \| \| \| \| \| \| \| \| \| \| \| \| \| \| \| \| \| \| \| \| \| \| \| \| \| \| \| \| \| \| \| \| \| \| \| \| \| \| \| \| \| \| \| \| \| \| 1. ダイアナ(プリンセス・オブ・ウェールズ) \| \| \| \| \| \| \| \| \| \| \| \| \| \| \| \| \| \| \| \| \| \| \| \| \| \| \| \| \| \| \| \| \| \| \| \| \| \| \| \| \| \| \| \| \| \| \| \| \| \| \| \| \| \| 24. 初代ファーモイ男爵エドムンド・ロッシュ（英語版） \| \| \| \| \| \| \| \| \| \| \| \| \| \| \| \| \| \| \| \| \| \| \| \| \| \| \| \| \| \| \| \| \| \| \| \| \| \| \| \| \| \| \| \| \| \| \| \| \| \| \| \| \| \| 12. 第3代ファーモイ男爵ジェームズ・ロッシュ（英語版） \| \| \| \| \| \| \| \| \| \| \| \| \| \| \| \| \| \| \| \| \| \| \| \| \| \| \| \| \| \| \| \| \| \| \| \| \| \| \| \| \| \| \| \| \| \| \| \| \| \| \| \| \| \| 25. エリザベス・キャロライン・ブースビー \| \| \| \| \| \| \| \| \| \| \| \| \| \| \| \| \| \| \| \| \| \| \| \| \| \| \| \| \| \| \| \| \| \| \| \| \| \| \| \| \| \| \| \| \| \| \| \| \| \| \| \| \| \| 6. 第4代ファーモイ男爵モーリス・ロッシュ \| \| \| \| \| \| \| \| \| \| \| \| \| \| \| \| \| \| \| \| \| \| \| \| \| \| \| \| \| \| \| \| \| \| \| \| \| \| \| \| \| \| \| \| \| \| \| \| \| \| \| \| \| \| 26. フランクリン・H・ワーク[注 26] \| \| \| \| \| \| \| \| \| \| \| \| \| \| \| \| \| \| \| \| \| \| \| \| \| \| \| \| \| \| \| \| \| \| \| \| \| \| \| \| \| \| \| \| \| \| \| \| \| \| \| \| \| \| 13. フランセス・エレン・ワーク（英語版） \| \| \| \| \| \| \| \| \| \| \| \| \| \| \| \| \| \| \| \| \| \| \| \| \| \| \| \| \| \| \| \| \| \| \| \| \| \| \| \| \| \| \| \| \| \| \| \| \| \| \| \| \| \| 27. エレン・ウッド \| \| \| \| \| \| \| \| \| \| \| \| \| \| \| \| \| \| \| \| \| \| \| \| \| \| \| \| \| \| \| \| \| \| \| \| \| \| \| \| \| \| \| \| \| \| \| \| \| \| \| \| \| \| 3. フランセス・ロッシュ \| \| \| \| \| \| \| \| \| \| \| \| \| \| \| \| \| \| \| \| \| \| \| \| \| \| \| \| \| \| \| \| \| \| \| \| \| \| \| \| \| \| \| \| \| \| \| \| \| \| \| \| \| \| 28. アレクサンダー・オグストン・ギル \| \| \| \| \| \| \| \| \| \| \| \| \| \| \| \| \| \| \| \| \| \| \| \| \| \| \| \| \| \| \| \| \| \| \| \| \| \| \| \| \| \| \| \| \| \| \| \| \| \| \| \| \| \| 14. ウィリアム・スミス・ギル（英語版） \| \| \| \| \| \| \| \| \| \| \| \| \| \| \| \| \| \| \| \| \| \| \| \| \| \| \| \| \| \| \| \| \| \| \| \| \| \| \| \| \| \| \| \| \| \| \| \| \| \| \| \| \| \| 29. バーバラ・スミス・マー \| \| \| \| \| \| \| \| \| \| \| \| \| \| \| \| \| \| \| \| \| \| \| \| \| \| \| \| \| \| \| \| \| \| \| \| \| \| \| \| \| \| \| \| \| \| \| \| \| \| \| \| \| \| 7. ルース・ギル \| \| \| \| \| \| \| \| \| \| \| \| \| \| \| \| \| \| \| \| \| \| \| \| \| \| \| \| \| \| \| \| \| \| \| \| \| \| \| \| \| \| \| \| \| \| \| \| \| \| \| \| \| \| 30. デイヴィッド・リトルジョン \| \| \| \| \| \| \| \| \| \| \| \| \| \| \| \| \| \| \| \| \| \| \| \| \| \| \| \| \| \| \| \| \| \| \| \| \| \| \| \| \| \| \| \| \| \| \| \| \| \| \| \| \| \| 15. ルース・リトルジョン \| \| \| \| \| \| \| \| \| \| \| \| \| \| \| \| \| \| \| \| \| \| \| \| \| \| \| \| \| \| \| \| \| \| \| \| \| \| \| \| \| \| \| \| \| \| \| \| \| \| \| \| \| \| 31. ジェーン・クロムビー \| \| \| \| \| \| \| \| \| \| \| \| \| \| \| \| \| \| \| \| \| \| \| \| \| \| \| \| \| \| \| \| \| \| \| \| \| \| \| \| \| \| \| \| \| \| \| \| \| \| \| \| | |  |  |  |  |  |  |  |  |  |  |  |  |  |  |  |
| | |  |  |  |  |  |  |  |  |  |  |  |  |  |  |  |
| | 16. 第4代スペンサー伯爵フレデリック・スペンサー                                                                 |  |  |  |  |  |  |  |  |  |  |  |  |  |  |  |
| | |  |  |  |  |  |  |  |  |  |  |  |  |  |  |  |
| | |  |  |  |  |  |  |  |  |  |  |  |  |  |  |  |
| | 8. 第6代スペンサー伯爵チャールズ・スペンサー                                                                    |  |  |  |  |  |  |  |  |  |  |  |  |  |  |  |
| | |  |  |  |  |  |  |  |  |  |  |  |  |  |  |  |
| | |  |  |  |  |  |  |  |  |  |  |  |  |  |  |  |
| | 17. アデレイド・ホラティア・エリザベス・シーモア (初代ハートフォード侯爵フランシス・シーモア＝コンウェイの曾孫) |  |  |  |  |  |  |  |  |  |  |  |  |  |  |  |
| | |  |  |  |  |  |  |  |  |  |  |  |  |  |  |  |
| | |  |  |  |  |  |  |  |  |  |  |  |  |  |  |  |
| | 4. 第7代スペンサー伯爵アルバート・スペンサー                                                                    |  |  |  |  |  |  |  |  |  |  |  |  |  |  |  |
| | |  |  |  |  |  |  |  |  |  |  |  |  |  |  |  |
| | |  |  |  |  |  |  |  |  |  |  |  |  |  |  |  |
| | 18. 初代レヴェルストーク男爵エドワード・ベアリング                                                              |  |  |  |  |  |  |  |  |  |  |  |  |  |  |  |
| | |  |  |  |  |  |  |  |  |  |  |  |  |  |  |  |
| | |  |  |  |  |  |  |  |  |  |  |  |  |  |  |  |
| | 9. マーガレット・ベアリング                                                                                     |  |  |  |  |  |  |  |  |  |  |  |  |  |  |  |
| | |  |  |  |  |  |  |  |  |  |  |  |  |  |  |  |
| | |  |  |  |  |  |  |  |  |  |  |  |  |  |  |  |
| | 19. ルイーザ・ブルティール                                                                                      |  |  |  |  |  |  |  |  |  |  |  |  |  |  |  |
| | |  |  |  |  |  |  |  |  |  |  |  |  |  |  |  |
| | |  |  |  |  |  |  |  |  |  |  |  |  |  |  |  |
| | 2. 第8代スペンサー伯爵ジョン・スペンサー                                                                        |  |  |  |  |  |  |  |  |  |  |  |  |  |  |  |
| | |  |  |  |  |  |  |  |  |  |  |  |  |  |  |  |
| | |  |  |  |  |  |  |  |  |  |  |  |  |  |  |  |
| | 20. 第2代アバコーン公爵ジェイムズ・ハミルトン                                                                   |  |  |  |  |  |  |  |  |  |  |  |  |  |  |  |
| | |  |  |  |  |  |  |  |  |  |  |  |  |  |  |  |
| | |  |  |  |  |  |  |  |  |  |  |  |  |  |  |  |
| | 10. 第3代アバコーン公爵ジェームズ・ハミルトン                                                                   |  |  |  |  |  |  |  |  |  |  |  |  |  |  |  |
| | |  |  |  |  |  |  |  |  |  |  |  |  |  |  |  |
| | |  |  |  |  |  |  |  |  |  |  |  |  |  |  |  |
| | 21. メアリ・アンナ・カーゾン＝ハウ (初代ハウ伯爵リチャード・カーゾン＝ハウの娘)                                 |  |  |  |  |  |  |  |  |  |  |  |  |  |  |  |
| | |  |  |  |  |  |  |  |  |  |  |  |  |  |  |  |
| | |  |  |  |  |  |  |  |  |  |  |  |  |  |  |  |
| | 5. レディ・シンシア・ハミルトン                                                                                 |  |  |  |  |  |  |  |  |  |  |  |  |  |  |  |
| | |  |  |  |  |  |  |  |  |  |  |  |  |  |  |  |
| | |  |  |  |  |  |  |  |  |  |  |  |  |  |  |  |
| | 22. 第4代ルーカン伯爵チャールズ・ビンガム                                                                       |  |  |  |  |  |  |  |  |  |  |  |  |  |  |  |
| | |  |  |  |  |  |  |  |  |  |  |  |  |  |  |  |
| | |  |  |  |  |  |  |  |  |  |  |  |  |  |  |  |
| | 11. レディ・ロザリンド・ビンガム                                                                                |  |  |  |  |  |  |  |  |  |  |  |  |  |  |  |
| | |  |  |  |  |  |  |  |  |  |  |  |  |  |  |  |
| | |  |  |  |  |  |  |  |  |  |  |  |  |  |  |  |
| | 23. セシリア・キャサリン・ゴードン＝レノックス (第5代リッチモンド公チャールズ・ゴードン＝レノックスの娘)        |  |  |  |  |  |  |  |  |  |  |  |  |  |  |  |
| | |  |  |  |  |  |  |  |  |  |  |  |  |  |  |  |
| | |  |  |  |  |  |  |  |  |  |  |  |  |  |  |  |
| | 1. ダイアナ(プリンセス・オブ・ウェールズ)                                                                       |  |  |  |  |  |  |  |  |  |  |  |  |  |  |  |
| | |  |  |  |  |  |  |  |  |  |  |  |  |  |  |  |
| | |  |  |  |  |  |  |  |  |  |  |  |  |  |  |  |
| | 24. 初代ファーモイ男爵エドムンド・ロッシュ                                                                      |  |  |  |  |  |  |  |  |  |  |  |  |  |  |  |
| | |  |  |  |  |  |  |  |  |  |  |  |  |  |  |  |
| | |  |  |  |  |  |  |  |  |  |  |  |  |  |  |  |
| | 12. 第3代ファーモイ男爵ジェームズ・ロッシュ                                                                     |  |  |  |  |  |  |  |  |  |  |  |  |  |  |  |
| | |  |  |  |  |  |  |  |  |  |  |  |  |  |  |  |
| | |  |  |  |  |  |  |  |  |  |  |  |  |  |  |  |
| | 25. エリザベス・キャロライン・ブースビー                                                                        |  |  |  |  |  |  |  |  |  |  |  |  |  |  |  |
| | |  |  |  |  |  |  |  |  |  |  |  |  |  |  |  |
| | |  |  |  |  |  |  |  |  |  |  |  |  |  |  |  |
| | 6. 第4代ファーモイ男爵モーリス・ロッシュ                                                                        |  |  |  |  |  |  |  |  |  |  |  |  |  |  |  |
| | |  |  |  |  |  |  |  |  |  |  |  |  |  |  |  |
| | |  |  |  |  |  |  |  |  |  |  |  |  |  |  |  |
| | 26. フランクリン・H・ワーク                                                                                     |  |  |  |  |  |  |  |  |  |  |  |  |  |  |  |
| | |  |  |  |  |  |  |  |  |  |  |  |  |  |  |  |
| | |  |  |  |  |  |  |  |  |  |  |  |  |  |  |  |
| | 13. フランセス・エレン・ワーク                                                                                  |  |  |  |  |  |  |  |  |  |  |  |  |  |  |  |
| | |  |  |  |  |  |  |  |  |  |  |  |  |  |  |  |
| | |  |  |  |  |  |  |  |  |  |  |  |  |  |  |  |
| | 27. エレン・ウッド                                                                                              |  |  |  |  |  |  |  |  |  |  |  |  |  |  |  |
| | |  |  |  |  |  |  |  |  |  |  |  |  |  |  |  |
| | |  |  |  |  |  |  |  |  |  |  |  |  |  |  |  |
| | 3. フランセス・ロッシュ                                                                                         |  |  |  |  |  |  |  |  |  |  |  |  |  |  |  |
| | |  |  |  |  |  |  |  |  |  |  |  |  |  |  |  |
| | |  |  |  |  |  |  |  |  |  |  |  |  |  |  |  |
| | 28. アレクサンダー・オグストン・ギル                                                                            |  |  |  |  |  |  |  |  |  |  |  |  |  |  |  |
| | |  |  |  |  |  |  |  |  |  |  |  |  |  |  |  |
| | |  |  |  |  |  |  |  |  |  |  |  |  |  |  |  |
| | 14. ウィリアム・スミス・ギル                                                                                    |  |  |  |  |  |  |  |  |  |  |  |  |  |  |  |
| | |  |  |  |  |  |  |  |  |  |  |  |  |  |  |  |
| | |  |  |  |  |  |  |  |  |  |  |  |  |  |  |  |
| | 29. バーバラ・スミス・マー                                                                                      |  |  |  |  |  |  |  |  |  |  |  |  |  |  |  |
| | |  |  |  |  |  |  |  |  |  |  |  |  |  |  |  |
| | |  |  |  |  |  |  |  |  |  |  |  |  |  |  |  |
| | 7. ルース・ギル                                                                                                 |  |  |  |  |  |  |  |  |  |  |  |  |  |  |  |
| | |  |  |  |  |  |  |  |  |  |  |  |  |  |  |  |
| | |  |  |  |  |  |  |  |  |  |  |  |  |  |  |  |
| | 30. デイヴィッド・リトルジョン                                                                                  |  |  |  |  |  |  |  |  |  |  |  |  |  |  |  |
| | |  |  |  |  |  |  |  |  |  |  |  |  |  |  |  |
| | |  |  |  |  |  |  |  |  |  |  |  |  |  |  |  |
| | 15. ルース・リトルジョン                                                                                        |  |  |  |  |  |  |  |  |  |  |  |  |  |  |  |
| | |  |  |  |  |  |  |  |  |  |  |  |  |  |  |  |
| | |  |  |  |  |  |  |  |  |  |  |  |  |  |  |  |
| | 31. ジェーン・クロムビー                                                                                        |  |  |  |  |  |  |  |  |  |  |  |  |  |  |  |
| | |  |  |  |  |  |  |  |  |  |  |  |  |  |  |  |
| | |  |  |  |  |  |  |  |  |  |  |  |  |  |  |  |

## 関連出版物

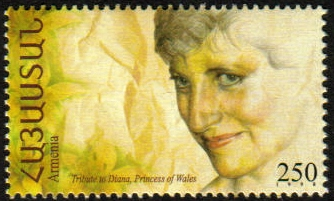
1998年発行のアルメニア切手

- 『素顔のダイアナ妃 全記録 日本の6日間』朝日新聞社、1986年6月10日。ISBN 978-4-0225-5538-0。NDLJP:12220577。
- コリン キャンベル（英語版）著、平形澄子 訳『ダイアナ妃 その秘められた素顔と私生活』イースト・プレス、1992年。ISBN 978-4-9005-6849-5。
- アンドリュー・モートン（英語版）、入江真佐子 訳『ダイアナ妃の真実 彼女自身の言葉による』早川書房 1992年、新版1997年
新版は、事故死直後に刊行、本人インタビューである事が明かされた。
- ニコラス・ディヴィス（英語版）、広瀬順弘 訳『ダイアナ妃 ケンジントン宮殿の反乱』読売新聞社、1992年。ISBN 978-4-6439-2115-1
- アンドリュー・モートン、木村博江・石戸谷滋 訳『ダイアナ妃13年目の選択』文藝春秋、1994年。
- 石井美樹子著『ダイアナ 恵まれない人びとに手をさしのべたプリンセス』小学館「学習まんが人物館」、1998年、ISBN 978-4-0927-0014-7
- デイリー・オードリー著、ティム・グレアム著『ダイアナ 想い出のアルバム』南雲堂フェニックス、1998年。ISBN 978-4-8889-6177-6
- コリン・キャンベル著、小沢瑞穂 訳『ダイアナ“本当の私”』光文社、1998年。ISBN 978-4-3349-6083-4。
- トレヴァー・リース＝ジョーンズ（英語版）著、高月園子 訳『そして薔薇は散った ダイアナ妃事故3年目の真実』ショパン、2000年、ISBN 978-4-8836-4138-3
著者は事故時のボディーガードで唯一の生存者。
- ポール・バレル、川崎麻生 訳『ダイアナ妃 遺された秘密』ワニブックス、2003年
ダイアナ妃の元執事、未公開の手紙や写真を掲載。
- リタ・エイダ著、森晴季 訳『ダイアナ―愛のスピリチュアルガイダンス・14章 天界のダイアナ妃より』三雅、2003年、ISBN 978-4-4340-3181-6
- ケイト・スネル著、大城光子 訳『ダイアナ 最後の恋』竹書房文庫、2013年。ISBN 978-4-8124-9666-4
ダイアナとハスナット・カーンの交際についての著作
- ティナ・ブラウン著、菊池由美・笹山裕子・村上利佳・高橋美江 訳『ダイアナ クロニクル 伝説のプリンセス 最後の真実』中央公論新社、2011年
- 渡辺みどり 『愛のダイアナ ウィリアム王子の生母「生と性」の遍歴』講談社、2013年。ISBN 978-4-0621-8614-8。
- 東園子、和田奈津子著『ダイアナ』集英社「学習漫画 世界の伝記NEXT」、2013年12月13日、ISBN 978-4-0824-0063-7